# Karl (Österreich-Ungarn)
Karl I. (* 17. August 1887 als Erzherzog Carl Franz Joseph Ludwig Hubert Georg Otto Maria von Österreich auf Schloss Persenbeug, Erzherzogtum Österreich unter der Enns; † 1. April 1922 in Funchal, Madeira, Portugal) aus der Dynastie Habsburg-Lothringen war von 1916 bis zu seinem Verzicht auf „jeden Anteil an den Staatsgeschäften“ 1918 letzter Kaiser von Österreich und als Karl IV. (ungarisch IV. Károly) zugleich Apostolischer König von Ungarn.
Zusätzlich war er als Karl III. (tschechisch Karel III.) König im österreichischen Kronland Böhmen.
2004 wurde er von Papst Johannes Paul II. seliggesprochen.

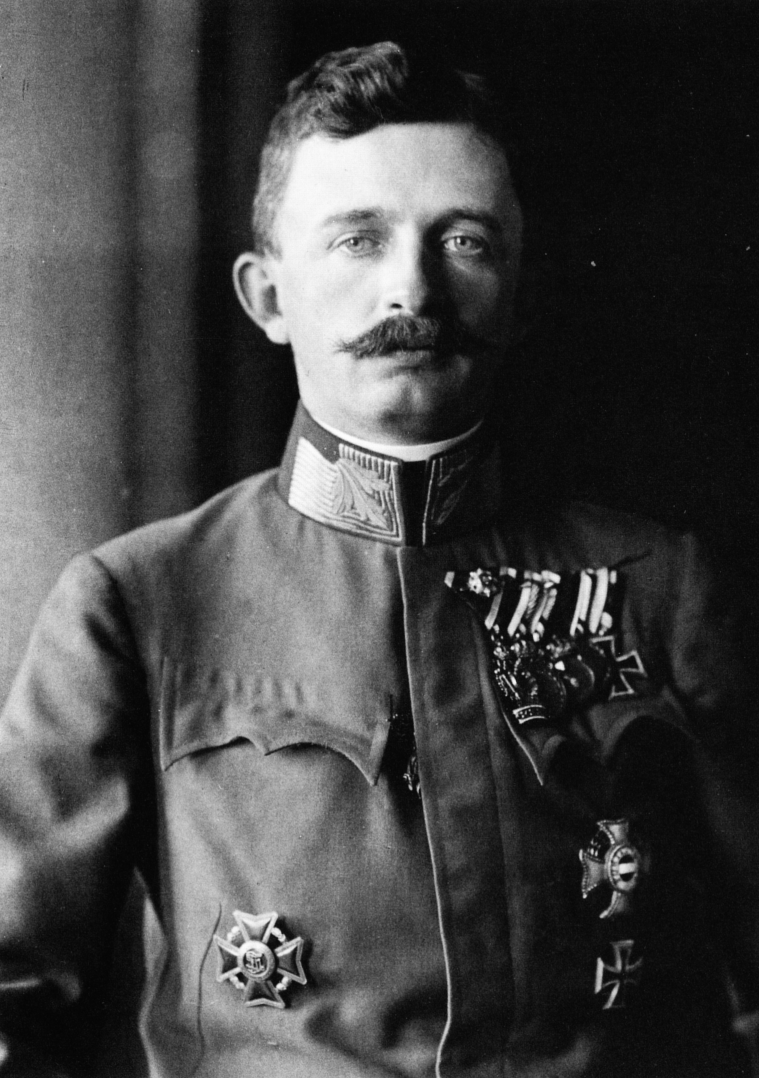
Kaiser Karl I. von Österreich, König Karl IV. von Ungarn (1917)

## Leben

### Abstammung und Familiäres

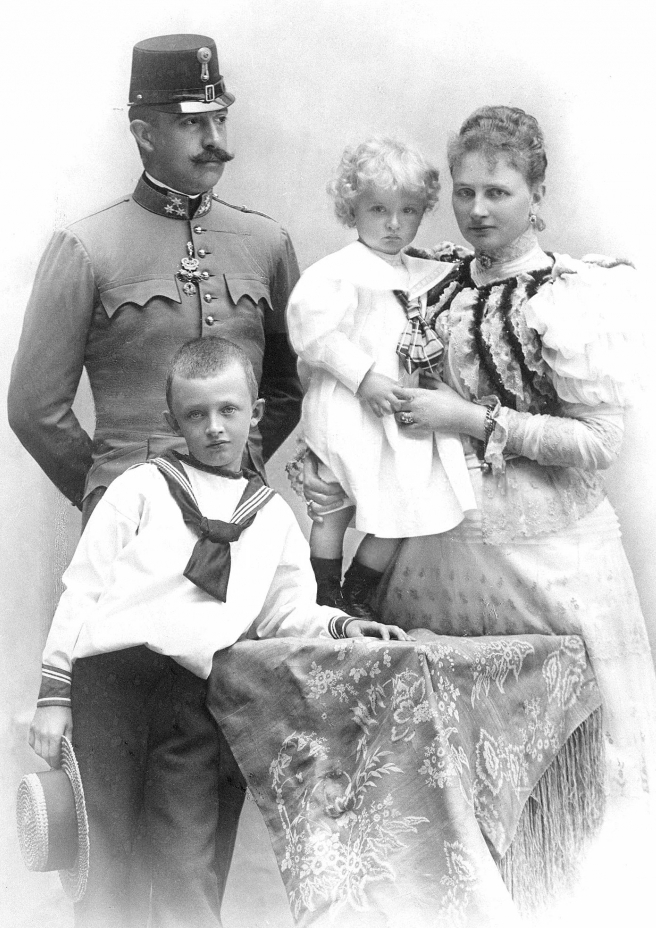
Erzherzog Otto, seine Frau Erzherzogin Maria Josepha sowie die gemeinsamen Söhne Karl (links) und Maximilian

Karl war der älteste Sohn von Erzherzog Otto, einem Mitglied des österreichischen Kaiserhauses Habsburg-Lothringen, und dessen Gemahlin Prinzessin Maria Josepha von Sachsen. Sein Großvater väterlicherseits Erzherzog Karl Ludwig war ein jüngerer Bruder Kaiser Franz Josephs I. und nach dem Selbstmord des Kronprinzen Rudolf von 1889 bis 1896 Thronanwärter der Doppelmonarchie Österreich-Ungarn; Karl war somit ein Großneffe des Kaisers. Ottos älterer Bruder, Karls Onkel Erzherzog Franz Ferdinand von Österreich-Este, war von 1896 bis zu seiner Ermordung 1914 Thronfolger. Karl hatte einen acht Jahre jüngeren Bruder, Erzherzog Maximilian.

### Leben bis 1916

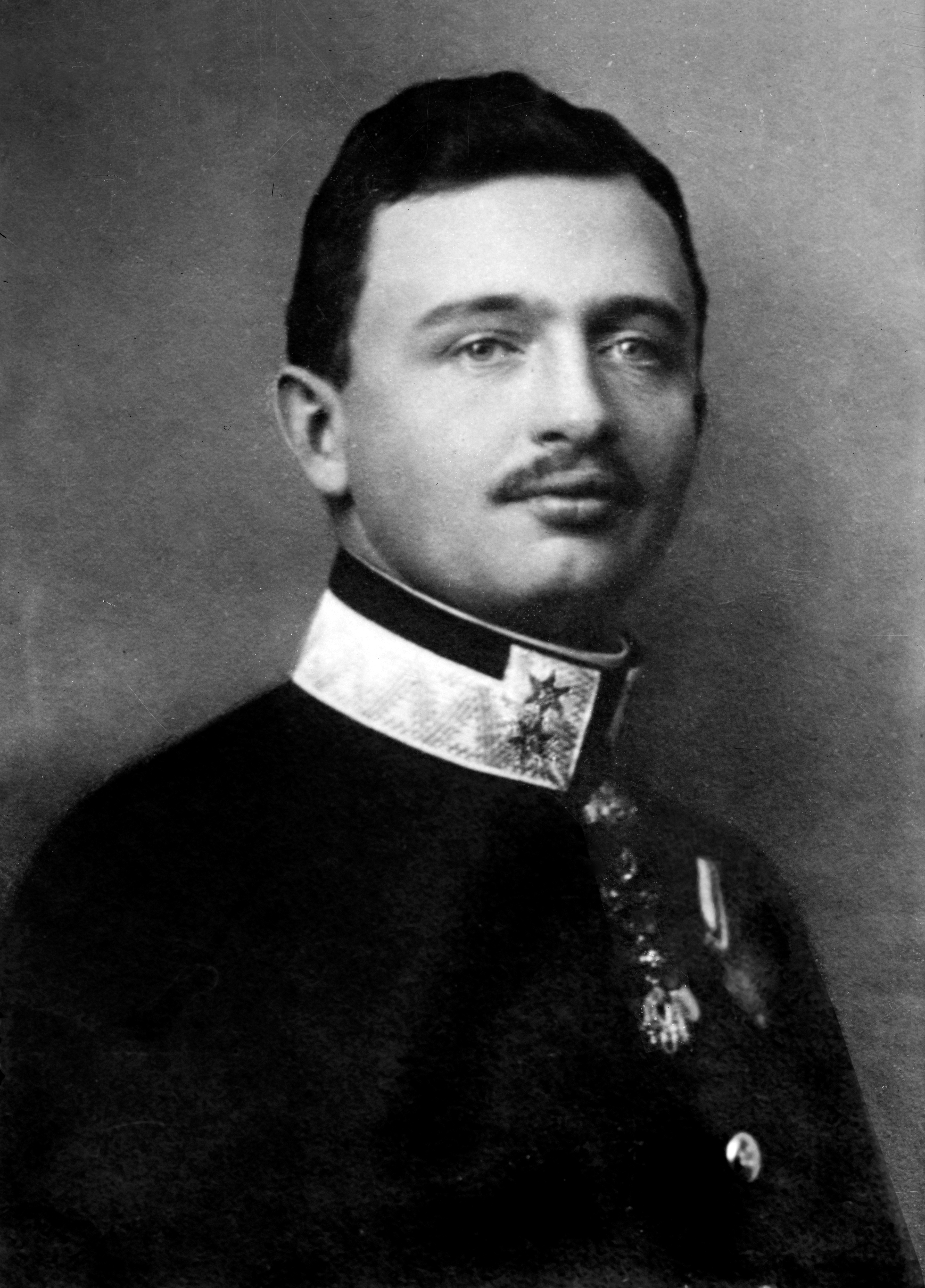
Erzherzog Karl Franz Joseph als Feldmarschallleutnant, 1916

Erzherzog Karl wurde am 17. August 1887 auf Schloss Persenbeug geboren und zwei Tage später vom St. Pöltner Bischof Matthäus Binder ebendort getauft. Seine ersten Lebensjahre lebte er mit seinen Eltern entweder in Persenbeug, der Villa Wartholz oder den verschiedenen Stationierungsorten des Vaters in Prag, Brünn und Ödenburg. Die Erziehung oblag dabei bis zum siebten Lebensjahr Kindermädchen, ehe Georg Graf Wallis zu seinem Erzieher bestimmt wurde. Maria Josepha legte von Beginn an großen Wert darauf, dass ihr Sohn im katholischen Glauben erzogen wurde, und zog später auch den Theologen Godfried Marschall hinzu. Daneben lag besonderes Augenmerk auf dem Erwerb von Fremdsprachenkenntnissen. Bildungsreisen durch Europa vervollständigten das Ausbildungsprogramm des Erzherzogs.
Grundsätzlich wurde Karl durch private Hauslehrer unterrichtet, dennoch besuchte er ab dem zwölften Lebensjahr, von August 1899 bis Juni 1901, auf Wunsch seiner Eltern zusätzlich das von Benediktinern geführte Schottengymnasium in Wien, was ungewöhnlich für ein Mitglied des Herrscherhauses war. Hier legte er die Abschlussprüfungen über den Lehrplan der Mittelstufe ab.
1903 ernannte Kaiser Franz Joseph I. ihn zum Leutnant des Ulanenregiments „Erzherzog Otto“ Nr. 1 und Karl wurde fortan vor allem militärisch ausgebildet. Theoretische Fächer wie Waffen- und Schießkunde, Eisenbahn- und Telegraphenwesen, Taktik und Heeresorganisation standen auf seinem Lehrplan. Im Anschluss schlug Karl eine Offizierslaufbahn in der Kavallerie ein und am 1. September 1905 trat er den aktiven Militärdienst beim Dragonerregiment „Herzog von Lothringen und Bar Nr. 7“ im böhmischen Kutterschitz nahe Bilin an, 1906 war er in Brandeis-Altbunzlau stationiert. Am 1. November 1906 erfolgte die Beförderung Karls zum Oberleutnant. Im gleichen Jahr unterbrach er seinen Militärdienst für ein zweijähriges Studium an der Prager Karl-Ferdinands-Universität. Als Privathörer hörte Karl Vorlesungen ausgesuchter Hochschulprofessoren vor allem juristischer Lehrgegenstände (u. a. Verfassungsrecht, Kirchenrecht, Zivil- und Strafrecht sowie Wirtschafts- und Finanzwissenschaften). Am 1. Juli 1908 kehrte er zu seinem Regiment zurück und übernahm ein Schwadronskommando.
Nach dem Tod von Karls Vater 1906 übernahm dessen älterer Bruder und Thronfolger Franz Ferdinand die Vormundschaft für seinen Neffen. Franz Ferdinand war seit 1900 in einer nicht standesgemäßen morganatischen Ehe („zur linken Hand“) verheiratet, weshalb seine Nachkommen von der Thronfolge ausgeschlossen waren. Daher stand Erzherzog Karl hinter seinem Onkel an zweiter Stelle der Thronfolge. Mit seiner Großjährigkeitserklärung 1907 erhielt Karl ein eigenes Gefolge, an dessen Spitze sein Kammervorsteher Prinz Zdenko Lobkowitz stand. Von 1916 bis 1918 war dieser Generaladjutant des neuen Kaisers.

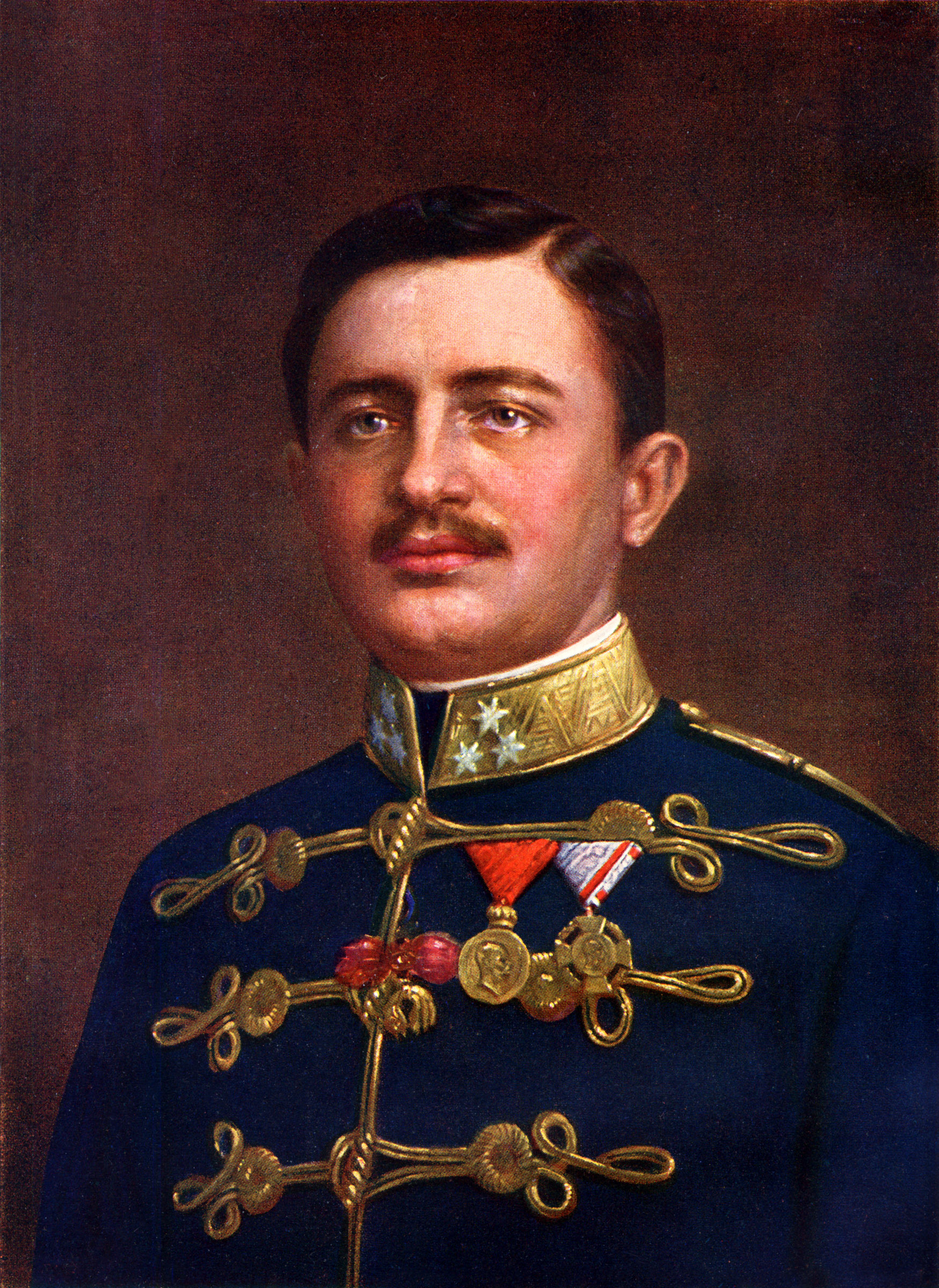
Thronfolger Erzherzog Karl Franz Joseph als General der Kavallerie (1915)

Zwischen März und November 1912 diente Karl im galizischen Kolomea, ehe er als Major das k.u.k. Infanterieregiment Nr. 39 in Wien übernahm. Hier bewohnte Karl mit seiner Ehefrau Zita Schloss Hetzendorf und unterhielt freundschaftliche Beziehungen zu Franz Ferdinand, der seinen Neffen ab 1913 näher über seine Reformpläne informiert haben dürfte.
Nach der Ermordung Franz Ferdinands beim Attentat von Sarajevo am 28. Juni 1914 war Karl nach den Hausgesetzen des Hauses Habsburg-Lothringen „ex lege“, also ohne neuerliche Entscheidung des Kaisers, Erzherzog-Thronfolger. Allerdings wurde Karl in die Entscheidungsprozesse während der Julikrise, die schließlich zum Ersten Weltkrieg führte, nicht eingebunden. Auf Befehl des Kaisers wurde Karl nach Ausbruch des Krieges dem Armeeoberkommando (AOK) zugeteilt, wo ihm Generalstabschef Franz Conrad von Hötzendorf keinerlei Mitsprache bei strategischen Operationen zugestand. Vielmehr besuchte Karl im Auftrag des Kaisers die Front, nahm Truppenparaden ab und verteilte Auszeichnungen. Am 1. Juli 1915 wurde er zum Generalmajor befördert und von Franz Joseph I. in seine unmittelbare Umgebung berufen, um Einblicke in die „Kunst der Staatsführung“ zu gewinnen und das Zustandekommen der fortlaufenden politischen und verwaltungsmäßigen Entscheidungen an höchster Stelle kennenzulernen. Zur Übertragung politischer Mitverantwortung konnte der Monarch sich nicht durchringen.
Am 12. März 1916 erfolgte die Ernennung Karls zum Feldmarschallleutnant und die Zuteilung zur 11. Armee unter Generaloberst Viktor Dankl an der Italienfront. Karl übernahm das Kommando über das XX. Korps (Edelweißkorps) und führte seine Truppen während der Südtiroloffensive im Frühjahr 1916. Am 12. August 1916 wurde Karl an den rumänischen Kriegsschauplatz abkommandiert, wo er die neugebildete Heeresgruppe Erzherzog Carl übernahm und im siebenbürgischen Schäßburg sein Hauptquartier errichtete.

### Ehe und Nachkommen

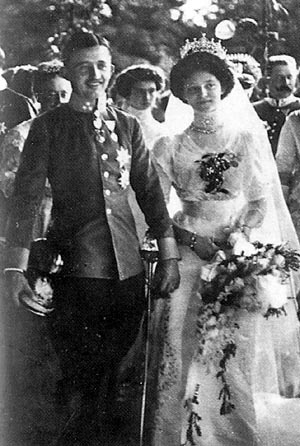
Hochzeit von Karl und Zita auf Schloss Schwarzau am 21. Oktober 1911

Am 13. Juni 1911 verlobte sich Karl in der Villa delle Pianore bei Lucca (Italien) mit Zita von Bourbon-Parma, die er am 21. Oktober desselben Jahres in Anwesenheit von Kaiser Franz Joseph I. in Schloss Schwarzau am Steinfeld (Niederösterreich) heiratete. Seine Entscheidung für die „Italienerin“, als die seine Gattin von Gegnern dieser Verbindung speziell nach Italiens Kriegserklärung an Österreich-Ungarn 1915 bezeichnet wurde, trug nach Meinung von Kritikern nichts zur wünschenswerten internationalen Verankerung des Hauses Habsburg-Lothringen bei, da Zita aus einem nicht (mehr) regierenden Adelshaus aus einem mit Österreich nicht befreundeten Land stammte.
Aus der Ehe gingen acht Kinder hervor:
- Otto (1912–2011) ⚭ 1951 Regina Prinzessin von Sachsen-Meiningen (1925–2010)
- Adelheid (1914–1971)
- Robert (1915–1996) ⚭ 1953 Margherita von Savoyen (1930–2022)
- Felix (1916–2011) ⚭ 1952 Anna Eugenie Herzogin von Arenberg (1925–1997)
- Carl Ludwig (1918–2007) ⚭ 1950 Yolande von Ligne (1923–2023)
- Rudolph (1919–2010)
  1. ⚭ 1953 Xenia Tschernyschew Besobrasow (1929–1968)
  2. ⚭ 1971 Anna Gabriele Prinzessin von Wrede (* 1940)
- Charlotte (1921–1989) ⚭ 1956 Georg Herzog zu Mecklenburg (1899–1963)
- Elisabeth (1922–1993) ⚭ 1949 Heinrich Prinz von und zu Liechtenstein (1916–1991)

### Titel
Karls lediglich im letzten Staatshandbuch wiedergegebener Großer Titel lautete:

„Karl der Erste, von Gottes Gnaden Kaiser von Österreich, König von Ungarn, dieses Namens der Vierte, König von Böhmen, von Dalmatien, Kroatien, Slawonien, Galizien, Lodomerien und Illyrien; König von Jerusalem etc; Erzherzog von Österreich; Großherzog von Toskana und Krakau; Herzog von Lothringen, von Salzburg, Steier, Kärnthen, Krain und der Bukowina; Großfürst zu Siebenbürgen, Markgraf von Mähren, Herzog von Ober- und Niederschlesien, von Modena, Parma, Piacenza und Guastalla, von Auschwitz und Zator, von Teschen, Friaul, Ragusa und Zara; gefürsteter Graf von Habsburg und Tirol, von Kyburg, Görz und Gradiska; Fürst von Trient und Brixen; Markgraf von Ober- und Niederlausitz und in Istrien; Graf von Hohenembs, Feldkirch, Bregenz, Sonnenberg, etc., Herr von Triest, von Cattaro und auf der Windischen Mark; Großwojwode der Wojwodschaft Serbien etc. etc.“

### Residenzen

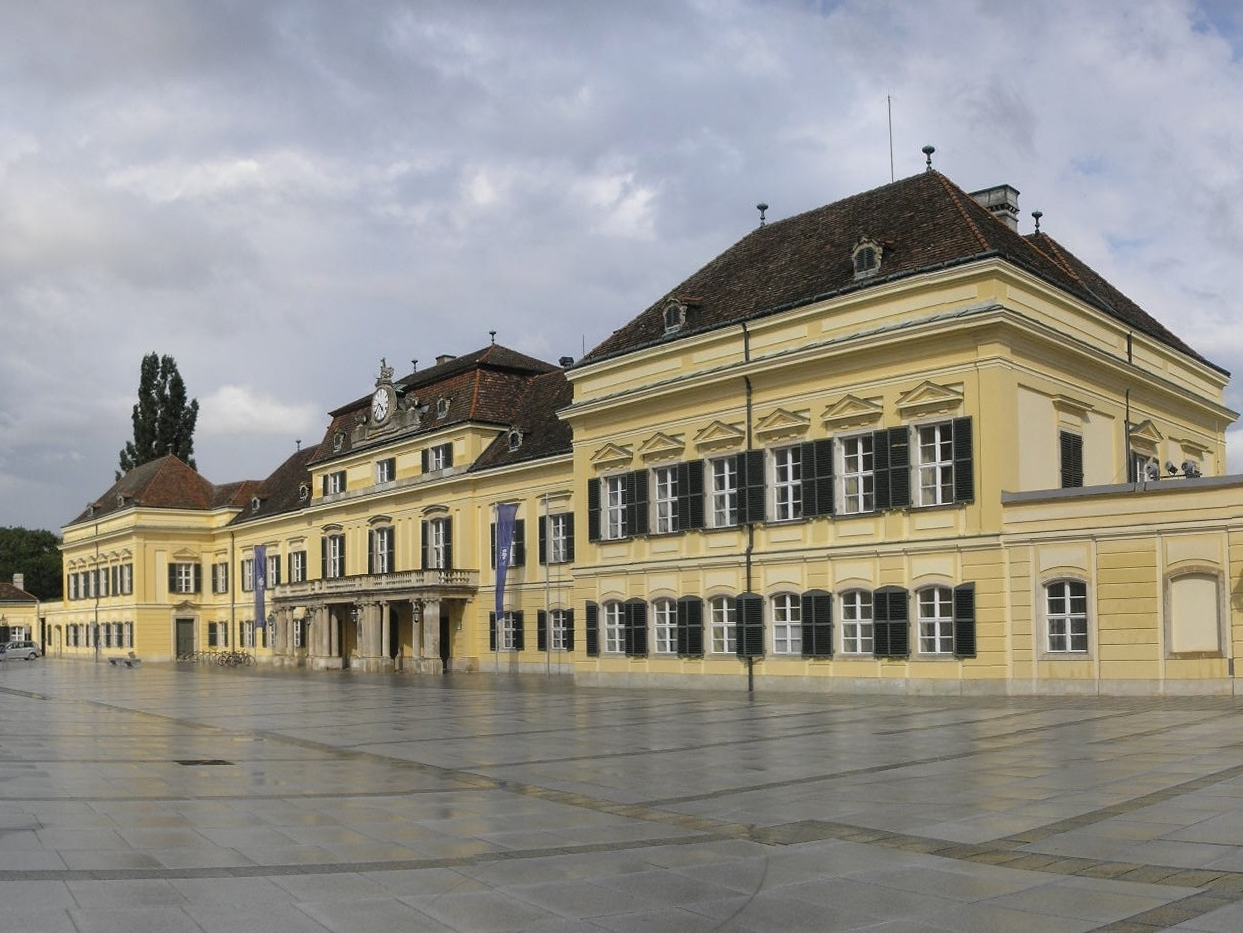
Der Blaue Hof in Laxenburg, von März 1917 bis Februar 1918 offizieller Sitz des k.u.k. Hofes

Karl I. bewohnte mit seiner Familie 1912 bis 1914 das Schloss Hetzendorf in Wien. Die Sommermonate verbrachte er meist in seiner Villa Wartholz in Reichenau an der Rax in Niederösterreich. Nach seiner Thronbesteigung am 21. November 1916 verbrachte der Monarch die meiste Zeit auf Inspektionsreisen, die er überwiegend mit dem k.u.k. Hofsalonzug absolvierte. Drei bis vier solcher Reisen pro Monat waren dabei keine Seltenheit. Am 15. März 1917 wurde der k.u.k. Hof von Schloss Schönbrunn in den Blauen Hof im Schlosspark von Laxenburg verlegt, am 6. Februar 1918 ins Kaiserhaus in Baden. Baden war seit Jänner 1917 operativer Sitz des Armeeoberkommandos (AOK). Von 1. bis 27. Juli 1918 war das Schloss Eckartsau im Marchfeld offizielle Residenz des k.u.k. Hofes, anschließend bis 22. Oktober die Villa Wartholz, ehe er nach einer letzten Dienstreise als Staatsoberhaupt (er besuchte mit Kaiserin Zita die Universität Debrecen) am 27. Oktober 1918 nach Wien zurückkehrte. In der Wiener Hofburg wurden Appartements für den Kaiser und seine Familie in der Amalienburg eingerichtet; auch in Schönbrunn erfolgte eine Adaptierung von Zimmern, so wurde hier 1917 ein Badezimmer für Kaiserin Zita installiert.

### Herrschaft (1916–1918)

#### An der Regierung

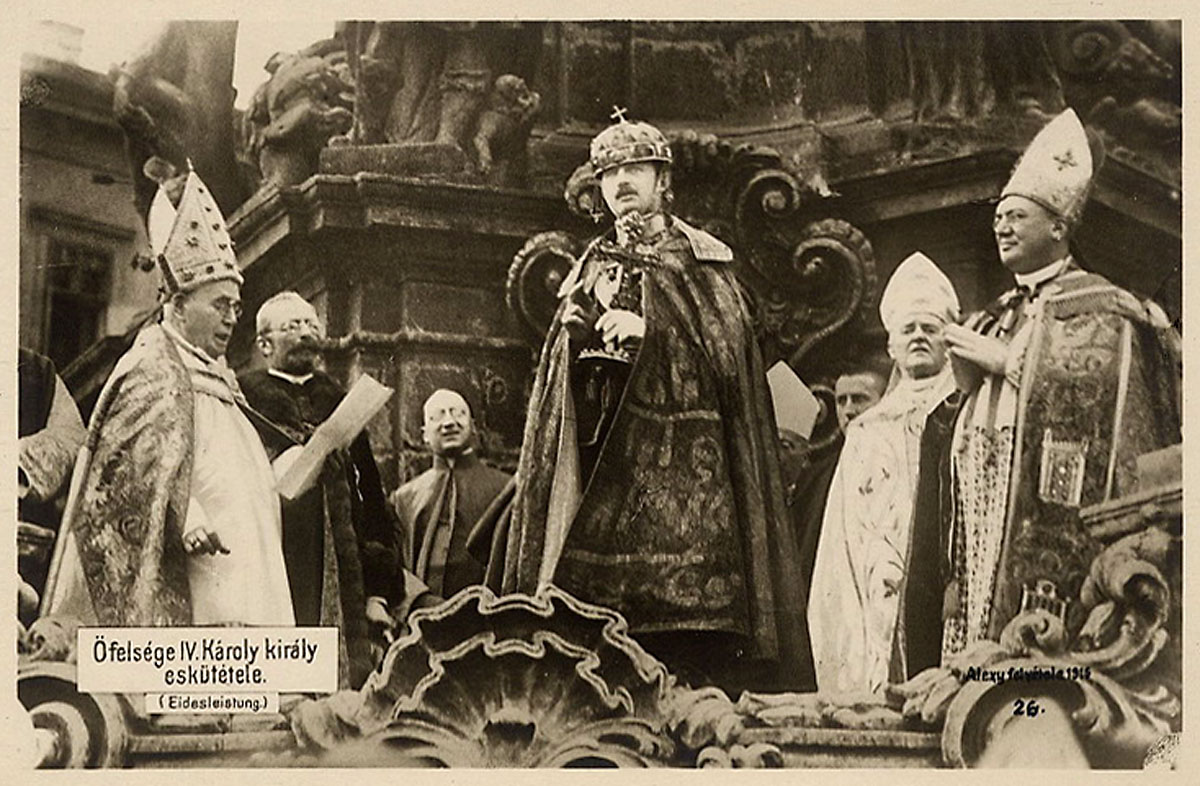
Eidesleistung als König von Ungarn an der Dreifaltigkeitssäule vor der Matthiaskirche (Budapest, 30. Dezember 1916)

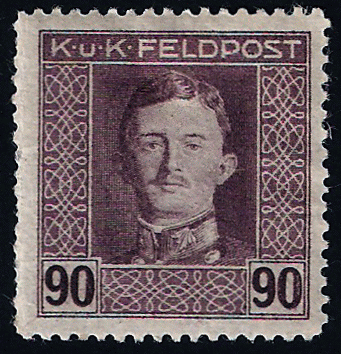
k.u.k. Feldpost-Briefmarke (Michel-Nr. 68 A) von 1917

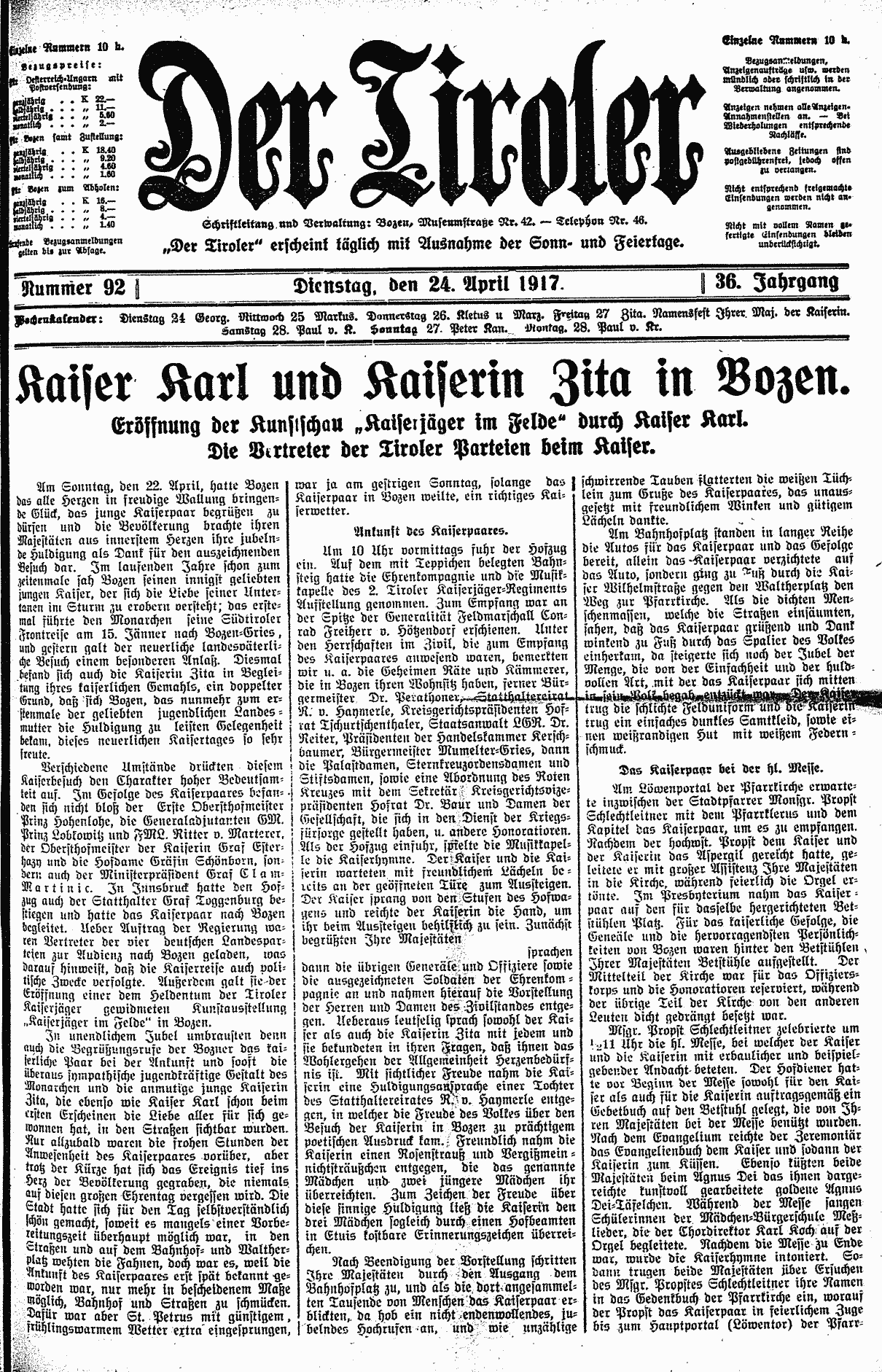
Bericht des Tiroler über den Besuch des kaiserlichen Ehepaars in Bozen am 22. April 1917

Mit dem Tod von Kaiser Franz Joseph am 21. November 1916 war Karl „ex lege“ Kaiser und König. Einer formellen Thronbesteigung bedurfte es in den im Reichsrat vertretenen Königreichen und Ländern (Cisleithanien), also in Altösterreich, nicht. Die führenden Politiker im Königreich Ungarn (Transleithanien) legten aber großen Wert auf die historische Krönungszeremonie, mit der der Eid auf die ungarische Verfassung verbunden war.
Karl ließ sich bereits am 30. Dezember als „Karl IV.“ bzw. ungarisch „IV. Károly“ zum König von Ungarn krönen. Von da an waren ihm, was die verfassungsrechtliche Möglichkeit für Reformen betrifft, in der ungarischen Reichshälfte weitgehend die Hände gebunden. Insbesondere war eine Ausgliederung von Gebieten aus dem Herrschaftsbereich der ungarischen Krone ausgeschlossen, die aber nötig gewesen wäre, um die nationalen Wünsche der Slawen der Doppelmonarchie zu befriedigen. (Franz Ferdinand hatte geplant, die Doppelmonarchie unmittelbar nach seinem Regierungsantritt umzubauen, bevor ihm dies die Ablegung des ungarischen Krönungseides unmöglich gemacht hätte.)
Kaiser Karl und Kaiserin Zita erhielten je 50.000 Goldstücke von Ungarn als Krönungsgeschenk, die sie für Wohnungen kinderreicher Kriegsinvaliden und deren Witwen bzw. den Wiederaufbau von Siebenbürgen stifteten.
Den legendär gewordenen Regierungsstil Kaiser Franz Josephs, der – auch auf Grund seines hohen Alters – alle Angelegenheiten allein von seinem Arbeitszimmer in der Wiener Hofburg und in seinen letzten Lebensjahren von Schönbrunn aus geregelt hatte, ahmte Karl nicht nach. Während seiner Regierungszeit verlegte er nicht weniger als fünfmal den offiziellen Sitz des k.u.k. Hofes, wobei er sich nur zu Beginn und zum Ende seiner Regentschaft länger in Wien aufhielt und auch Budapest nur für kurze Abstecher besuchte. Die meiste Zeit verbrachte Karl auf Inspektionsreisen, überwiegend mit dem k.u.k. Hofsalonzug, wobei drei bis vier solcher Reisen pro Monat keine Seltenheit waren. Bei Sitzungen des Gemeinsamen Ministerrates, der über die Außen- und Kriegspolitik entschied, führte Karl regelmäßig den Vorsitz. Ungewöhnlich war auch, dass der Monarch alle wichtigen Entscheidungen mit seiner Frau Zita besprach und sich von ihr beraten ließ. Bei vielen Besprechungen war Zita auch als Zuhörerin anwesend.
Karl zeigte sich entschlossen, den Einfluss der militärischen Eliten zurückzudrängen. Bereits am 2. Dezember 1916 übernahm er den Oberbefehl über die Armee und verlegte das Armeeoberkommando (AOK) von Teschen nach Baden. Er griff nun direkt in die Kriegsführung ein und übernahm Verantwortung für Siege wie für Niederlagen. Am 1. März 1917 setzte Karl den Generalstabschef Franz Conrad von Hötzendorf ab. Damit schaltete er den Einfluss der Militärs im zivilen Bereich aus und übertrug die politische und diplomatische Führung wieder auf die österreichische und ungarische Regierung bzw. den Außenminister. Zugleich distanzierte er sich dadurch von dem seit 1914 über Österreich verhängten Ausnahmezustand. Allerdings war Österreich-Ungarn aufgrund seiner Schwäche im Vergleich zum „Waffenbruder“ schon vor Karls Regierungsantritt bei militärischen Entscheidungen in Abhängigkeit von der Obersten Heeresleitung des Deutschen Reiches geraten.
Bei den personellen Veränderungen, die Kaiser Karl bald nach Beginn seiner Regierungszeit durchführte, berief er Vertrauensleute, die zum größten Teil der Umgebung Franz Ferdinands angehört hatten. Durch die Entlassung von Außenminister Burián und des mächtigen ungarischen Ministerpräsidenten István Tisza drängte Karl die ungarische Dominanz in der Außenpolitik zurück, und mit dem neuen Außenminister Ottokar Czernin und Heinrich Clam-Martinic als österreichischem Ministerpräsidenten übernahmen Politiker aus der böhmischen, österreichtreuen Hocharistokratie die Führung. Der Grund für Czernins Ernennung am 22. Dezember 1916 war hauptsächlich, dass dieser Karls Anschauung von der Notwendigkeit eines baldigen Friedensschlusses teilte.
1917 befand sich Österreich-Ungarn vor allem innenpolitisch in einer Krise. Krieg und alliierte Blockade hatten zu Material- und Rohstoffknappheit, Wirtschaftskrise, Armut und Hunger geführt. Angesichts von Protesten und Streiks sowie einem Erstarken der Arbeiterbewegung fürchtete der neue Kaiser eine Revolution.
Von Jänner bis März 1917 traten für Cisleithanien Verordnungen zu Mieterschutz, Krankenversicherung sowie zum Arbeitsrecht in Betrieben, die militärischen Zwecken dienten, in Kraft. Mit der Mieterschutzverordnung wurde versucht, die steigenden Lebenshaltungskosten aufzufangen und insbesondere die Frauen von Soldaten vor der Wohnungskündigung auf Grund von Mietrückständen zu schützen. Es ist in der Literatur strittig, ob es sich dabei um persönliche Initiativen von Karl I. im Sinn moderner Sozialpolitik handelte oder um beschwichtigende Maßnahmen der k.k. Regierung Clam-Martinic.
Die ersten innenpolitischen Maßnahmen, die Karl I. persönlich zugeschrieben wurden, waren die Wiedereinberufung des Reichsrates im Frühjahr 1917 und eine politische Amnestie; sie folgten nicht zuletzt dynastischen Erwägungen.
Am 1. Juni 1917 gab der Kaiser die Errichtung eines Ministeriums für soziale Fürsorge in Auftrag, das die Kriegsseuchen bekämpfen und soziale Fürsorge für die Kriegsbeschädigten einführen sollte, aber auch Jugendfürsorge, Wohnungswesen und Sozialversicherung einbezog. Als ersten Ressortminister ernannte er am 22. Dezember 1917 den am 30. August ohne Portefeuille in die Regierung berufenen Viktor Mataja.
Das Ministerium Clam-Martinic wurde aber insgesamt als erfolglos betrachtet und daher von Karl I. am 23. Juni 1917 gegen das (kaum erfolgreichere) Ministerium Seidler ausgetauscht. Am 24. November erging die Entschließung zur Schaffung des Ministeriums für Volksgesundheit, für das der ukrainische Chemiker Ivan Horbaczewski am 30. August 1917 ohne Portefeuille in die Regierung berufen worden war. Er wurde erst am 30. Juli 1918 unter dem am 25. Juli 1918 ernannten Ministerpräsidenten, Hussarek, dem vorletzten Regierungschef des Kaisers, vom Monarchen zum Ressortminister ernannt.
In den Kreisen der Entente, die den Erhalt der Monarchie wünschten, weckten die 1917 getroffenen Veränderungen die Hoffnung, die Monarchie könne sich selbst reformieren und von Deutschland lösen. Tatsächlich aber, so der britische Historiker Francis Roy Bridge, handelte es sich auch nur um Gesten und nicht um ein klares politisches Programm.

#### Friedensbemühungen und Kriegsziele
Der neue Herrscher erkannte die Aussichtslosigkeit der Lage der Mittelmächte immer deutlicher. Das Friedensangebot vom 12. Dezember 1916 scheiterte aber an der Weigerung des Deutschen Reiches, konkrete Friedensziele zu nennen.
Beim Ministerrat für gemeinsame Angelegenheiten vom 12. Jänner 1917 wurden die Friedensbedingungen eingehend diskutiert. Karl stellte ein Maximalprogramm zur Diskussion, das den (schon nicht mehr wahrscheinlichen) Anschluss Kongresspolens vorsah, weiter Montenegro, die serbische Mačva, Grenzverbesserungen an der siebenbürgischen Grenze sowie die Absetzung der serbischen Dynastie Karageorgewitsch. Sein Minimalprogramm hingegen beschränkte sich auf die Forderung der vollen territorialen Integrität der Monarchie, die Annexion des montenegrinischen Lovćen und den Wechsel der Dynastie in Serbien (für Karl das Mörderhaus Karageorgewitsch).
Im Frühjahr 1917 versuchte Karl erfolglos, über seinen Schwager Sixtus Ferdinand von Bourbon-Parma mit der Entente zu Verhandlungen über einen Separatfrieden zu gelangen (Sixtus-Affäre). Der Sixtusbrief wurde später als Zeichen für die „naive Impulsivität“ Kaiser Karls bezeichnet, weil er die Gefahren der Aufdeckung des geheimen Vorgangs und die Reaktion der Entente falsch eingeschätzt habe. Die Billigung französischer Ansprüche auf Elsaß-Lothringen durch den Kaiser stand in offensichtlichem Gegensatz zum Unwillen, eigene territoriale Zugeständnisse (etwa bei der Frage der Abtretung des Trentinos an Italien) zu machen. Der Wunsch des Kaisers nach Friedensgesprächen scheiterte letztlich an der französischen Hoffnung auf einen Sieg (die USA waren am 6. April in den Krieg eingetreten), an den Forderungen Italiens, aber auch an der Unnachgiebigkeit des Deutschen Reiches, wo immer mehr jene Kräfte den Ton angaben, die auf einen Siegfrieden setzten.

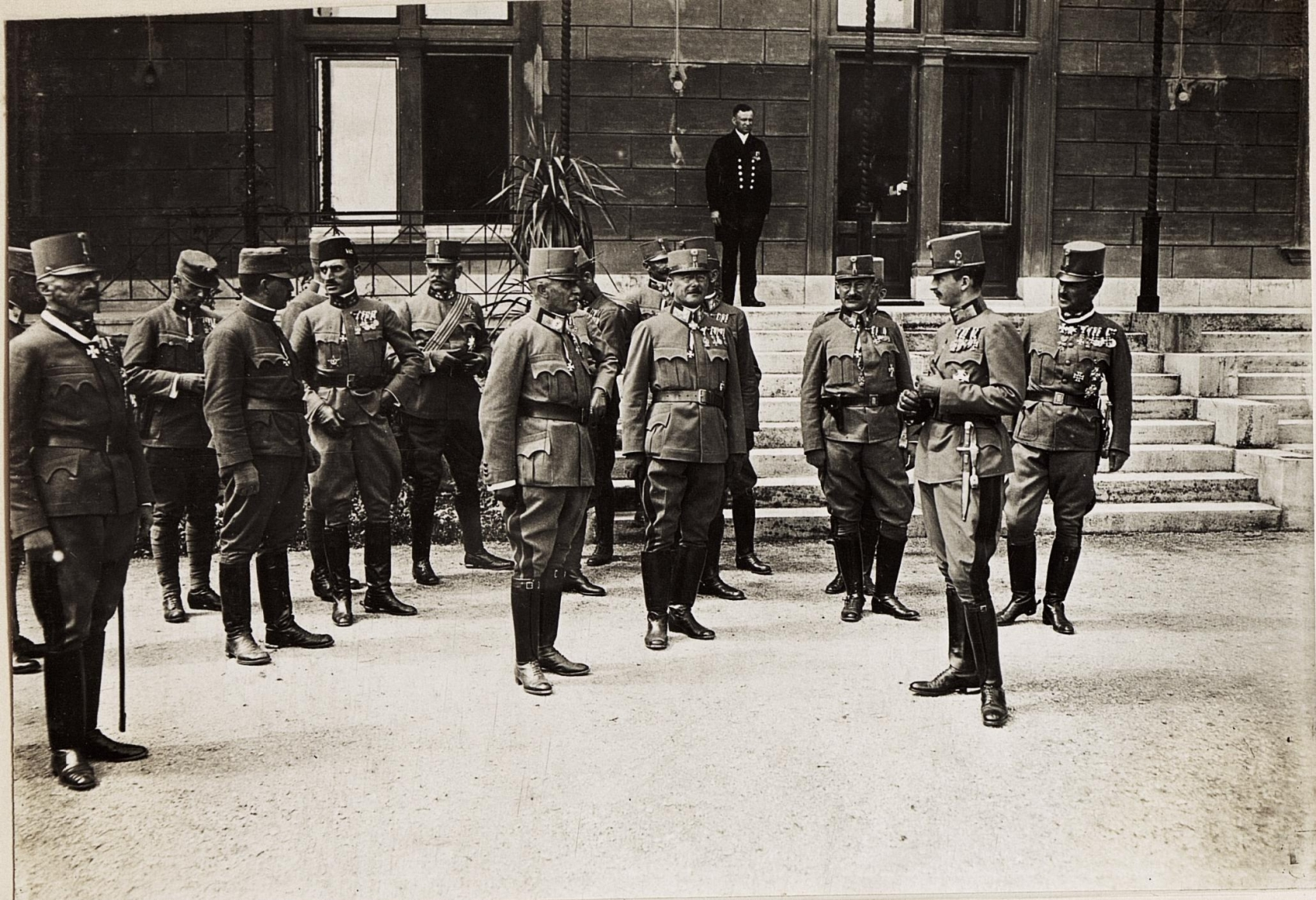
Kaiser Karl I. am 17. August 1917 (seinem 30. Geburtstag) bei der Verleihung des Maria-Theresien-Ordens in der Villa Wartholz

Die Friedensbemühungen, die Vorbehalte gegen den uneingeschränkten U-Boot-Krieg, das Verbot der Bombardierung ziviler Ziele und die positive Antwort auf den Friedensappell von Papst Benedikt XV., der als Verbündeter Italiens angesehen wurde, führten zu immer größeren Differenzen Karls mit dem Deutschen Reich, aber auch mit deutschnationalen Kreisen im eigenen Land. Im Zusammenhang mit dem päpstlichen Friedensappell wies Kaiser Karl Czernin an, dem Vatikan mitzuteilen, „dass Österreich-Ungarn der Frage der Wiederherstellung des staatlichen Bestandes Serbiens und Montenegros nicht von vornherein ablehnend gegenüberstehe.“ Daraus sollte aber „kein Verzicht Österreich-Ungarns auf territorialen Gewinn gegenüber diesen beiden Staaten abgeleitet werden“ können (26. September 1917).
Karl sah in den im Gefolge von Friedrich Naumann vertretenen Plänen für Mitteleuropa, eines engen Zusammenschlusses der beiden Kaiserreiche, zu Recht schlicht einen Plan gegen die Unabhängigkeit der Monarchie (14. Mai 1917). Er sprach sich gegen diese enge wirtschaftliche Verbindung mit Deutschland aus, weil er fürchtete, das würde die Monarchie auf eine Stufe mit Bayern stellen und außerdem Friedensverhandlungen unmöglich machen. Gegenüber Czernin protestierte er gegen die Mitteleuropapläne, weil er diese für „einen Versuch der Hohenzollern, Österreich in völlige Abhängigkeit von Deutschland zu bringen“, hielt. Karl fürchtete gar einen Sieg Deutschlands im Krieg, weil dieser das Ende der österreichischen Souveränität bedeutet hätte: „Ein eklatanter militärischer Sieg Deutschlands wäre unser Ruin.“
Karl war zwar gegen den Einsatz von Giftgas innerhalb des Befehlsbereichs der k.u.k. Armee, ließ aber letztlich zu, dass die zusammen mit den österreichisch-ungarischen Truppen operierenden deutschen Spezialverbände in der 12. Isonzoschlacht (der „Schlacht von Karfreit“) im Oktober 1917 Giftgas einsetzten.
Karl hatte kaum Ratgeber, die seinen Kurs unterstützten und denen er voll vertrauen konnte. Außenminister Ottokar Czernin befürwortete die Friedenspläne zwar am Anfang, später war auch er für eine stärkere Bindung an den Verbündeten. Czernin warf Frankreich in einer Rede am 2. April 1918 vor, geheime Friedensverhandlungen geführt zu haben. Da dies nicht stimmte, veröffentlichte der französische Ministerpräsident Georges Clemenceau am 14. April den Inhalt der geheimen Sixtus-Briefe. Dadurch erlitt das Ansehen des Kaisers enormen Schaden, besonders weil er den Brief offensichtlich wahrheitswidrig dementierte. Man diffamierte Karl als „Pantoffelhelden“ und Kaiserin Zita als „italienische Verräterin“. Czernin wurde vom Kaiser am 24. April zum Rücktritt gezwungen. Karl musste einen Canossagang nach Spa zum deutschen Kaiser Wilhelm II. in dessen Großes Hauptquartier antreten und sich noch stärker an das Deutsche Reich binden.
Nachdem sich die militärische Lage weiter verschlechtert hatte und auch im deutschen Hauptquartier die Überzeugung entstand, dass der Krieg nicht mehr zu gewinnen sei, richtete Karl I. angesichts drohender Auflösungserscheinungen und der Unsicherheit, wie lange die österreichisch-ungarische Front standhalten konnte, ohne Absprache mit dem deutschen Verbündeten eine letzte Friedensnote an alle kriegführenden Mächte, um entgegen den hinhaltenden Bestrebungen der deutschen Führung auf sofortige Friedensverhandlungen hinzuwirken. Dieses Bemühen blieb wirkungslos, da die Alliierten mit dem Deutschen Reich als Hauptgegner zuerst verhandeln wollten und erst danach mit Österreich-Ungarn. Allerdings beeinflusste der neuerliche Alleingang Karls das Umfeld der Entscheidung der deutschen Führung vom 29. September 1918 in Spa, einschneidende Maßnahmen zur Beendigung des Krieges zu befürworten.

#### Regierungsverzicht und Zerfall der Monarchie

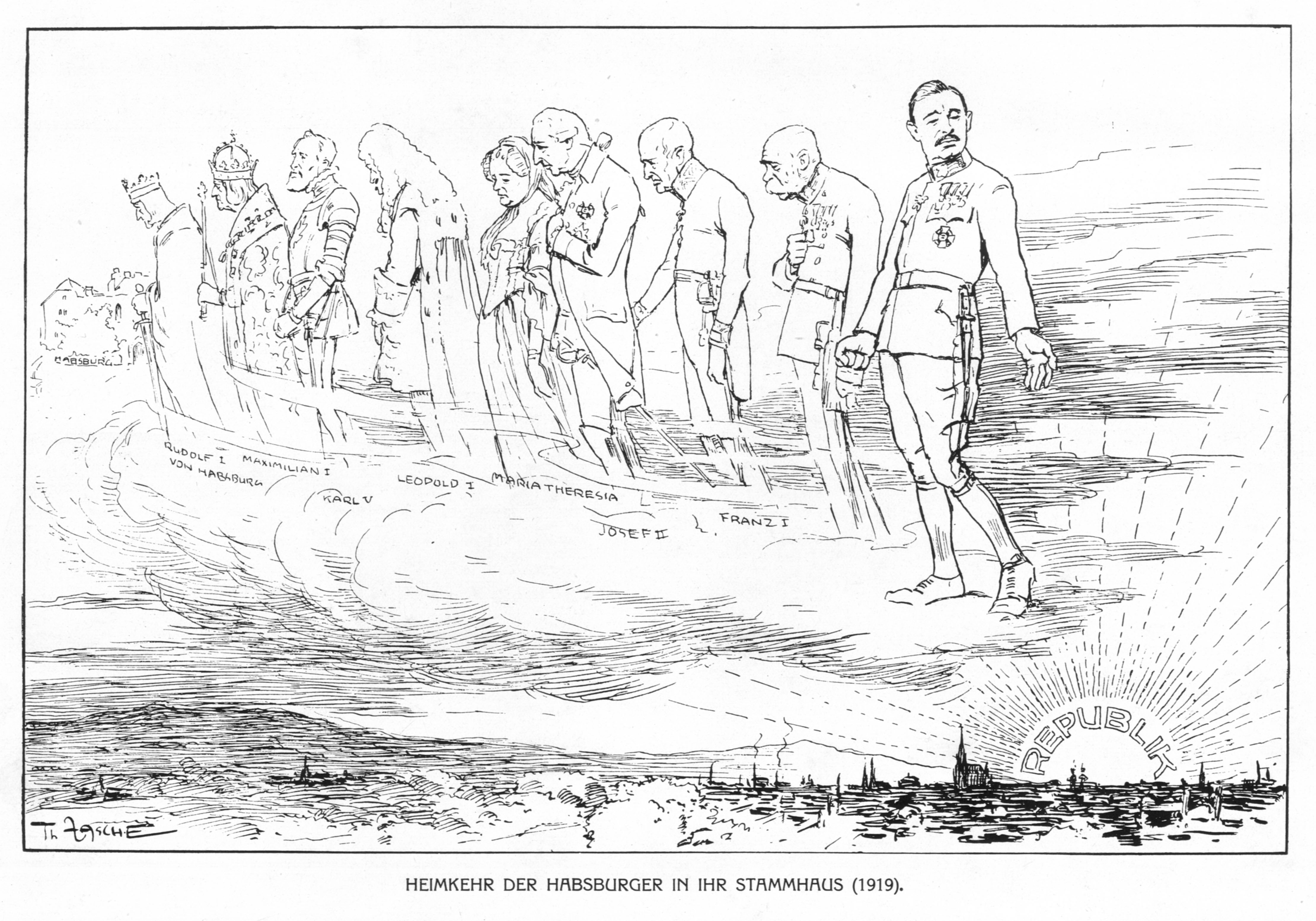
Heimkehr der Habsburger in ihr Stammhaus (1919). Karikatur in Theo Zasche’s Lachendes Wien. 50 Meisterkarikaturen von 1890–1922. Steyrermühl, Wien 1923

Karls Versuch, mit seinem von k.k. Ministerpräsident Max Hussarek von Heinlein mitverantworteten Völkermanifest vom 16. Oktober 1918 wenigstens die österreichische Reichshälfte zu retten und in einen Bundesstaat mit weitgehender Autonomie für die einzelnen Nationen umzuwandeln, kam zu spät. Seine Einladung an die Nationalitäten Cisleithaniens, Nationalräte zu bilden, wurde angenommen; diese neuen Volksvertretungen gründeten aber voneinander und von Altösterreich unabhängige Staaten (zuletzt am 30. Oktober 1918 die Deutschösterreicher).

#### Zerfall der Armee
Ende Oktober meuterten vor allem ungarische Truppenteile der k.u.k. Armee an der italienischen Front. Ungarn beschloss mit Zustimmung von Karl das Ende der Realunion mit Österreich per 31. Oktober und rief seine Truppen aus Italien zurück. Um den Waffenstillstand von Villa Giusti mit Italien vom 3. November 1918, der den Intentionen des verbündeten Deutschen Reichs widersprach, nicht selbst unterzeichnen zu müssen, übergab der Kaiser und König den Oberbefehl über das, was von der k.u.k. Armee noch der alten Ordnung gehorchte, am 3. November 1918 an General Arthur Arz von Straußenburg und ernannte am 4. November auf dessen Wunsch Feldmarschall Hermann Kövess von Kövesshaza zum Oberbefehlshaber. Am 6. November wurde die k.u.k. Armee von Karl demobilisiert; die Kriegsflotte war auf Befehl Karls am 31. Oktober an den neuen südslawischen Staat übergeben worden.

### Nach dem Ende der Monarchie (1918–1922)
Der völlige militärische Zusammenbruch und die innere Auflösung der Donaumonarchie ließen sich nicht mehr leugnen. Am 9. November 1918 wurde die Abdankung des deutschen Kaisers Wilhelm II. bekanntgegeben; am selben Tag wurde in Berlin die Republik ausgerufen. Nun schien auch das Ausscheiden Karls I. aus seinem kaiserlichen Amt unausweichlich.

#### Verzichtserklärung in Österreich
Karl I. wurde am 11. November 1918 von Ministern seiner letzten k.k. Regierung, des sogenannten „Liquidationsministeriums“ unter Heinrich Lammasch, auf Drängen der Sozialdemokraten, vor allem von Staatskanzler Karl Renner und von Karl Seitz, sowie anderer deutschösterreichischer Politiker bewogen, in der österreichischen Reichshälfte „auf jeden Anteil an den Staatsgeschäften“ zu verzichten und seine – inzwischen funktionslos gewordene – Regierung ihres Amtes zu entheben. Er enthob jedoch Armee und Offiziere formell nicht ihres dem Kaiser geleisteten Treueeides.
Das „kaiserliche Manifest“, das allen Seiten mit deren Forderungen gerecht werden sollte, wurde von k.k. Ministern wie Ignaz Seipel gemeinsam mit Renner und anderen entworfen. Einerseits hatte man es eilig, die Unterschrift des Kaisers zu erlangen, da für den folgenden Tag bereits die Proklamierung des am 30. Oktober 1918 entstandenen Staates Deutschösterreich zur Republik geplant war; andererseits sollte ein juristischer Zusammenprall vermieden werden, womit der Kaiser durch die neue Republik per Gesetz zu entthronen gewesen wäre. Überdies wollte man die Beamten und Offiziere in keinen Loyalitätskonflikt zu dem Noch-Monarchen bringen.
Obwohl mit der im Ton auch versöhnlichen Erklärung das Reizwort „Abdankung“ vermieden und noch weniger der Verzicht auf die Krone für den bald sechsjährigen Kronprinzen Otto und die Dynastie darin festgeschrieben wurde, protestierte Karls Gattin Zita dagegen, da für sie, in ihrem bis zu ihrem Tod gehaltenen Verständnis, eine Abdankung aufgrund des „Gottesgnadentums des Monarchen“ eine Unmöglichkeit war:

„Niemals! Ein Herrscher kann seine Herrscherrechte verlieren. Das ist dann Gewalt, die eine Anerkennung ausschließt. Abdanken nie – lieber falle ich hier an Ort und Stelle mit dir – dann wird eben Otto kommen und selbst, wenn wir alle fallen sollten – noch gibt es andere Habsburger.“

Dennoch unterschrieb „nach einer erregten Auseinandersetzung“ Karl auf dringendes Anraten der (noch) kaiserlichen Regierung am 11. November mittags in Schloss Schönbrunn die „Abdankungsproklamation“ (wie Josef Redlich das Dokument in seinem Tagebuch nannte), nachdem bereits kurz davor der deutschösterreichische Staatsrat beschlossen hatte, tags darauf der Provisorischen Nationalversammlung den Antrag für ein Gesetz über die Staats- und Regierungsform von Deutschösterreich vorzulegen. Um 14 Uhr enthob der Kaiser noch in einem Formalakt seine Regierung des Amtes.
Mit einer „Extra-Ausgabe“ der amtlichen Wiener Zeitung wurde noch am 11. November die Verzichtserklärung (gemeinsam mit dem Gesetzesentwurf für den nächsten Tag) veröffentlicht:

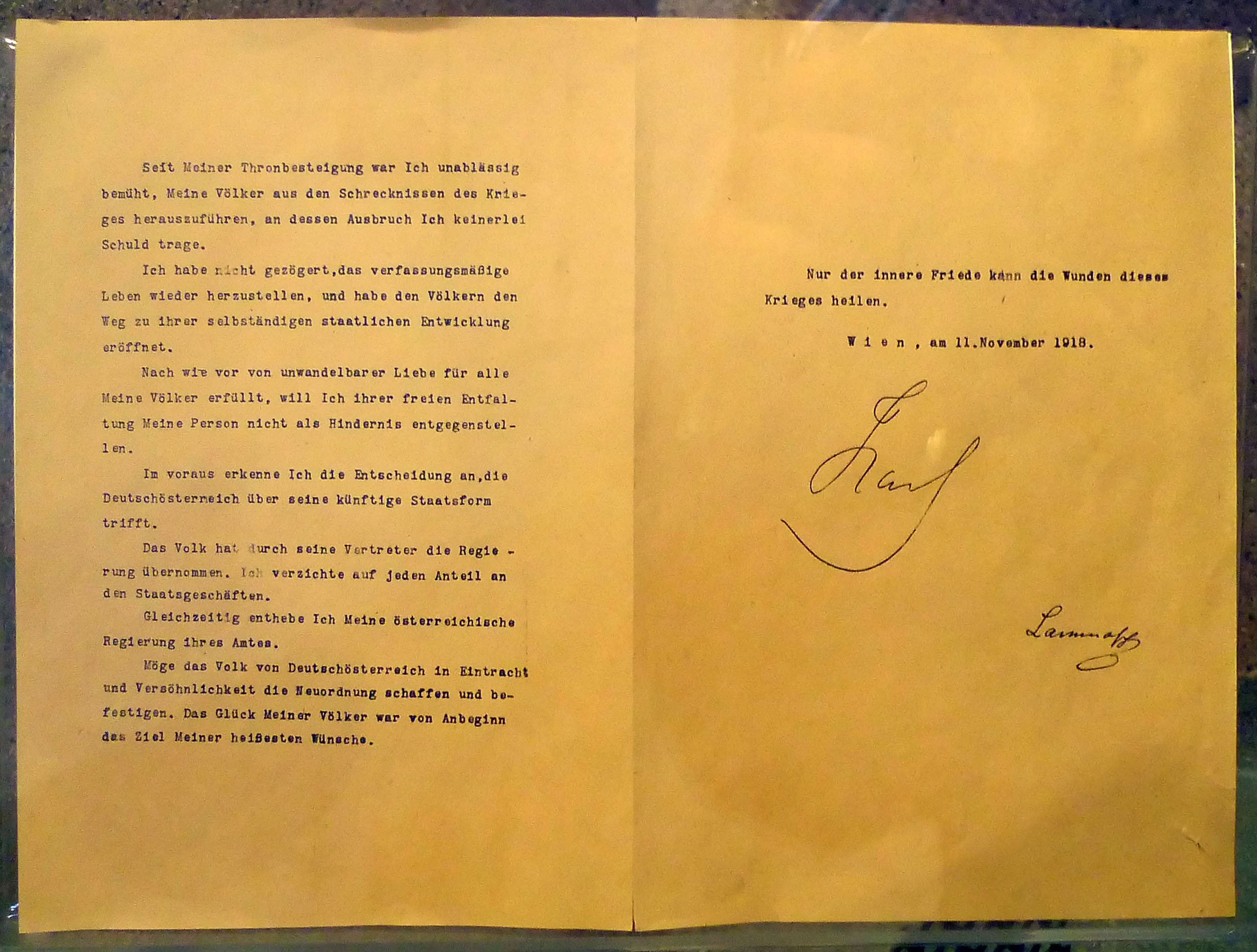
Die Verzichtserklärung Kaiser Karls vom 11. November 1918, gegengezeichnet von Ministerpräsident Lammasch. Fotografie der Kopie, die im Wiener Heeresgeschichtlichen Museum ausgestellt ist.

Der Kaiser hat folgende Kundgebung erlassen:
„Seit Meiner Thronbesteigung war Ich unablässig bemüht, Meine Völker aus den Schrecknissen des Krieges herauszuführen, an dessen Ausbruch Ich keinerlei Schuld trage.

Ich habe nicht gezögert, das verfassungsmäßige Leben wieder herzustellen, und habe den Völkern den Weg zu ihrer selbständigen staatlichen Entwicklung eröffnet.

Nach wie vor von unwandelbarer Liebe für alle Meine Völker erfüllt, will Ich ihrer freien Entfaltung Meine Person nicht als Hindernis entgegenstellen.

Im voraus erkenne Ich die Entscheidung an, die Deutschösterreich über seine künftige Staatsform trifft.

Das Volk hat durch seine Vertreter die Regierung übernommen. Ich verzichte auf jeden Anteil an den Staatsgeschäften.

Gleichzeitig enthebe Ich Meine österreichische Regierung ihres Amtes.

Möge das Volk von Deutschösterreich in Eintracht und Versöhnlichkeit die Neuordnung schaffen und befestigen. Das Glück Meiner Völker war von Anbeginn das Ziel Meiner heißesten Wünsche.

Nur der innere Friede kann die Wunden dieses Krieges heilen.
Damit war beiden Seiten gedient. Der deutschösterreichische Staatsrat hatte ein von Karl unterschriebenes Dokument der Quasi-Abdankung in Händen. Karl seinerseits legte sein „kaiserliches Manifest“ in dem Glauben aus, dass er sich nur vorübergehend „zurückgezogen“ und nicht auf den Thron verzichtet habe.

#### Wohnsitzverlegung nach Eckartsau

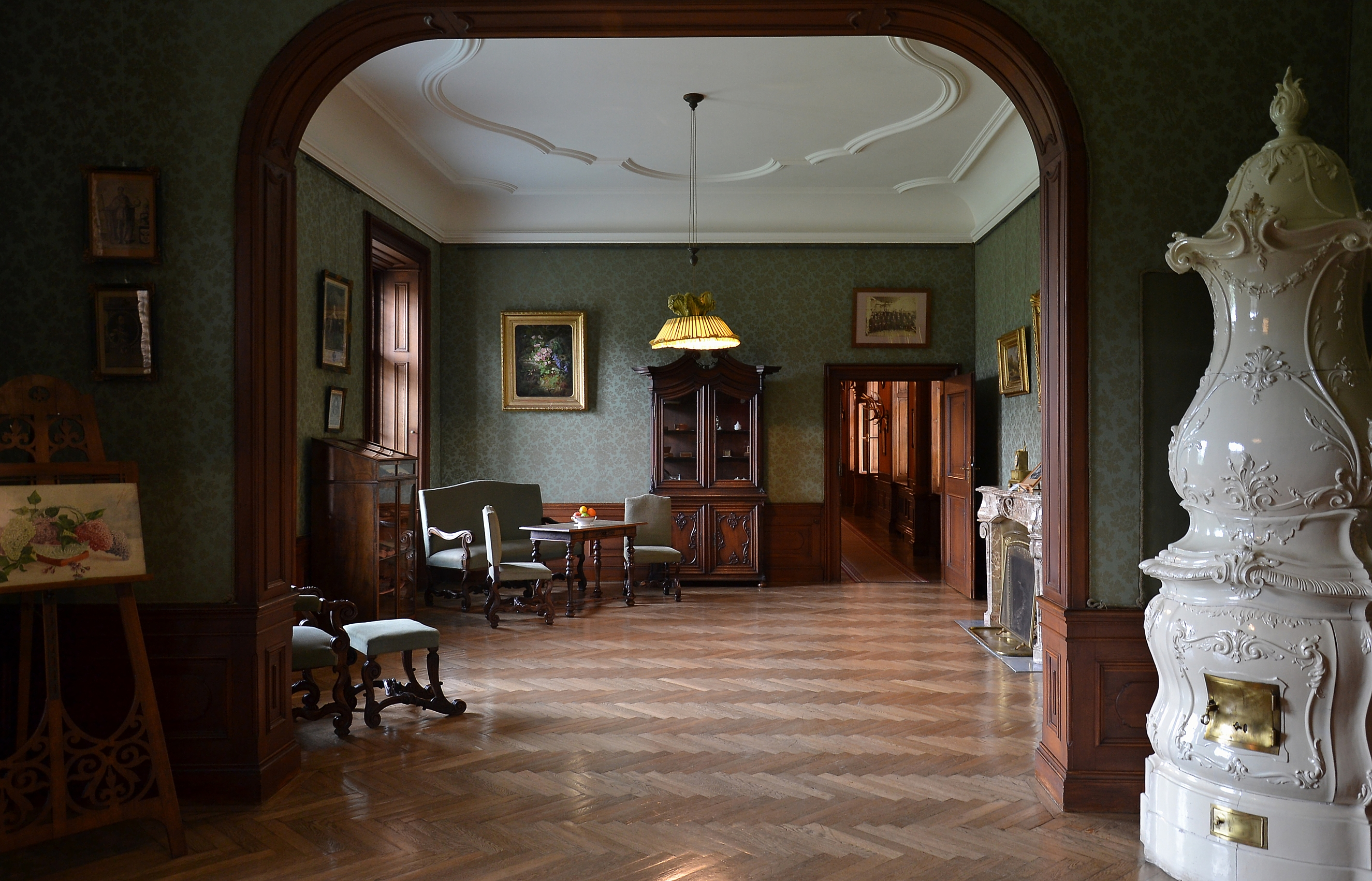
Das Arbeitszimmer Karls in Schloss Eckartsau 1918

Da Schloss Schönbrunn dem Hofärar und damit nun dem neuen Staat Deutschösterreich gehörte, konnte der ehemalige Träger der Krone (wie er nachfolgend ab 1919 im Habsburgergesetz bezeichnet wurde) als nunmehrige Privatperson Karl Habsburg-Lothringen nicht mehr bleiben. Noch am Abend des 11. Novembers verließ er mit seiner engsten Familie und mitsamt kaiserlichem Gefolge die Stadt und begab sich in das Schloss Eckartsau im Marchfeld bei Wien, das zu dem Zeitpunkt noch im Eigentum des kaiserlichen Familienfonds und damit im Privatbesitz der Familie Habsburg stand und erst im April 1919 mit dem Habsburgergesetz entschädigungslos in den Staatsbesitz überging.

#### Verzichtserklärung auch für Ungarn
Mit einem ähnlichen Vorgehen wie in Österreich erzwangen am 13. November für die ungarische Reichshälfte Fürst Nikolaus Esterházy und Graf Emil Széchenyi auf Schloss Eckartsau von Karl eine Erklärung des Verzichts auf die Ausübung seiner Staatsgeschäfte im Königreich Ungarn. Wenngleich er nicht formell abdankte, war damit auch der gekrönte König von Ungarn und Kroatien, Karl IV., Geschichte. Dennoch unternahm er im Oktober 1921 (siehe unten) einen Restaurationsversuch in Ungarn.

#### Revisionistische Überlegungen
Für die deutschösterreichische Staatsregierung Renner war der nun in Schloss Eckartsau logierende Karl Habsburg-Lothringen nur mehr eine Privatperson. Der jedoch wollte sich mit den geschaffenen Realitäten nicht abfinden, nicht zuletzt auch getrieben von Zita. Damit interpretierte er auch seine Verzichtserklärung, ein „doppeldeutiges Manifest“, wenig später so, als hätte er auf den Thron nicht verzichtet, sondern sich nur vorübergehend von den Staatsgeschäften zurückgezogen.
So schrieb er an den Wiener Erzbischof Kardinal Piffl, auf dessen Unterstützung er vor seiner Verzichtserklärung gehofft hatte, aus Eckartsau (zitiert nach der Tageszeitung Die Presse, Februar 2010):

„… Ich bin und bleibe der rechtmäßige Herrscher Deutsch-Österreichs. Ich habe und werde nie abdanken […]. Die jetzige Regierung ist eine Revolutionsregierung, da sie die von Gott eingesetzte Staatsgewalt beseitigt hat. Mein Manifest vom 11. November möchte ich mit einem Scheck vergleichen, welchen mit vielen tausend Kronen auszufüllen uns ein Straßenräuber mit vorgehaltenem Revolver zwingt. […] Nachdem auf die Armee auch kein Verlass mehr war, und uns selbst die Schlosswache verlassen hatte, entschloss ich mich zur Unterschrift. Ich fühle mich durch diese absolut nicht gebunden.“

Zwar war der Ex-Kaiser in seinem Exil in Niederösterreich weit genug von den politischen Entscheidungen entfernt und konnte dort keine größere Anhängerschaft mobilisieren. Dennoch war Staatskanzler Renner in Wien, dem Karls revisionistische Überlegungen nicht verborgen blieben, alarmiert. Dass Karl unermüdlich Briefe quer durch Europa schickte, in denen er gegen die Politik der Sozialdemokraten agitierte, bot Renner ein zweites wichtiges Motiv zum Handeln. Ein Anschluss Österreichs an Deutschland, wie er einigen Sozialdemokraten vorschwebte, kam für Karl und seine Frau Zita nicht infrage. Daher musste eine staatspolitische Lösung gefunden werden. Wie schon der abgedankte deutsche Kaiser Wilhelm sollte Karl Habsburg-Lothringen ins Ausland abgeschoben werden. Argumentativ half Renner, dass die Situation in Eckartsau für Karl und seine Familie zunehmend als unsicher empfunden wurde, da das Schloss auf Befehl des Wiener Polizeipräsidenten Johann Schober lediglich von zwölf Wiener Polizisten geschützt wurde.
Anfang Jänner 1919 fuhr Renner unangemeldet nach Eckartsau, um mit Karl persönlich über dessen Zukunft zu sprechen. Da er nicht dem Hofzeremoniell entsprechend um Audienz gebeten hatte, lehnten es Karl und Zita ab, ihn zu treffen, und schickten Fregattenkapitän von Schonta in das Erdgeschoss, um den Bittsteller dort abzufangen und ihn mit einem Mittagessen zu verköstigen.
Zwischenzeitlich waren es nicht mehr nur die Sozialdemokraten, sondern auch die Christlichsozialen, die den ehemaligen Kaiser außer Landes bringen wollten. Nachdem am 15. März 1919 die Staatsregierung Renner II als Koalition aus den beiden Parteien eingesetzt war, einigte man sich auf folgende drei Alternativen (Zitat Die Presse):
1. Sollte der Kaiser auf all seine Rechte verzichten, könne er mit seiner Familie als einfacher Bürger in Österreich bleiben.
2. Falls er die Abdankung verweigert, muss er ins Exil gehen.
3. Falls er beide Möglichkeiten zurückweist, muss er mit Internierung rechnen.

#### Ausreise ins Exil in der Schweiz
Der britische König Georg V. fürchtete derweil um die Sicherheit der Kaiserfamilie, weil ein Anschlag auf ihr Leben nach der Ermordung des russischen Zaren und seiner Familie als denkbares Szenario erschien. Zitas Brüder Sixtus und Xavier von Bourbon-Parma setzen bei König Georg durch, dass der britische Oberstleutnant Edward Lisle Strutt aus Venedig nach Eckartsau versetzt und ab 27. Februar 1919 als „Ehrenoffizier“ zum Schutz der Habsburger Familie abkommandiert wurde, der Georg seine „moralische Unterstützung“ zusicherte.
Strutt, der von der Staatsregierung über die fortgeschrittenen Pläne und die vorgesehenen drei Alternativen informiert wurde, konnte Karl zur Ausreise bewegen und organisierte diese. Einzige verbliebene Bedingung des Kaisers Strutt gegenüber: „Versprechen Sie mir, dass ich als Kaiser abreisen werde und nicht wie ein Dieb in der Nacht.“ Die Schweiz erklärte sich bereit, die Familie aufzunehmen.

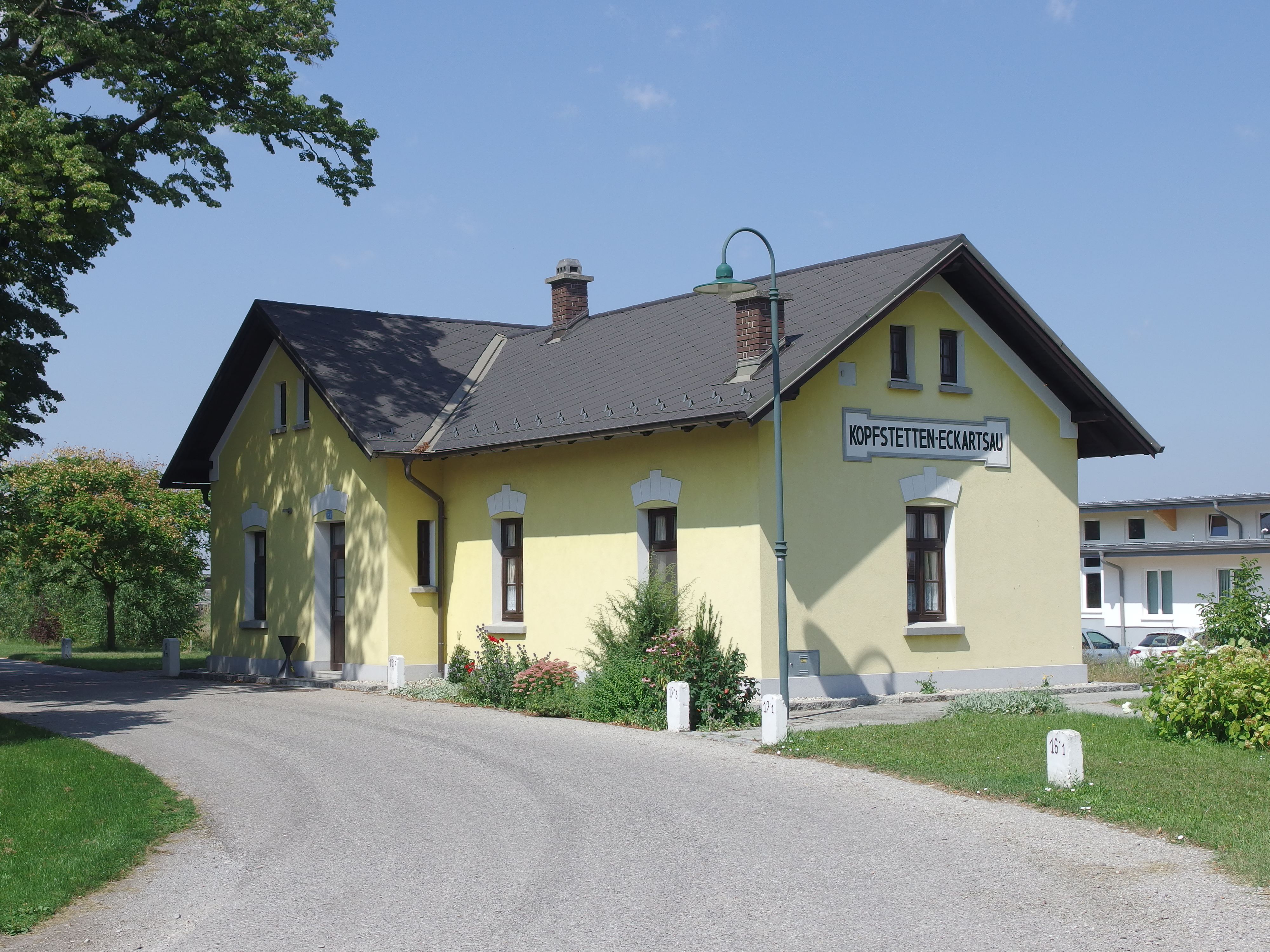
Ehemaliges Bahnhofsgebäude Kopfstetten-Eckartsau (2016), Abfahrtsort der Familie Habsburg mit dem Hofsalonzug

Daraufhin bereitete Oberstleutnant Strutt die Ausreise der Kaiserfamilie in die Schweiz vor. Karl hatte unter der Bedingung zugestimmt, dass die Abreise „in allen Ehren“ erfolge. Strutt organisierte für diesen Zweck den Hofsalonzug der ehem. k.k. Staatsbahnen.
In der dem Schloss nächstgelegenen Bahnstation Kopfstetten-Eckartsau an der Lokalbahn Siebenbrunn–Engelhartstetten traten am 23. März 1919, abends gegen 19 Uhr, Karl – in der Uniform eines Feldmarschalls und „in allen Ehren“ – und Zita, die Kinder Otto, Adelheid, Robert und Felix sowie Karls Mutter Erzherzogin Maria Josepha und ein kleines Gefolge einiger Getreuer die Reise ins Schweizer Exil an. Am Bahnsteig salutierten vor dem Salonwagen britische Militärpolizisten und standen, obwohl es regnete und es schon dunkel war, rund 2000 Menschen zur Verabschiedung des Kaisers, denen Karl „Auf Wiedersehen, meine Freunde!“ zurief. Zu Strutt gewandt resignierte er der Überlieferung nach: „Nach siebenhundert Jahren …“.
Mit im Hofzug wurde auch das kaiserliche Automobil transportiert, das sich seit November 2001 in der Kaiserlichen Wagenburg im Schloss Schönbrunn befindet.
Im Schweizer Exil wohnte Karl mit seiner Familie zunächst ab 24. März 1919 auf Schloss Wartegg bei Rorschach am Bodensee und seit 20. Mai 1919 in Prangins am Genfersee.

#### Widerruf mit dem „Feldkircher Manifest“
In den Morgenstunden des 24. März 1919 passierte der Sonderzug Feldkirch an der Grenze zu Liechtenstein. Hier, noch auf heimischem Boden, widerrief Karl mit dem von ihm schon in Eckartsau vorbereiteten und weitgehend geheim gebliebenen „Feldkircher Manifest“ seine Verzichtserklärung und legte damit Protest gegen seine Absetzung ein:

„Was die deutsch-österreichische Regierung, Provisorische und Konstitutionelle Nationalversammlung seit dem 11. November 1918 […] beschlossen und verfügt haben und weiter resolvieren werden, ist für Mich und Mein Haus null und nichtig.“

 Als Begründung gab er an, Deutschösterreich habe sich auf die republikanische Regierungsform festgelegt, ohne vorher das Volk zu befragen. Daher seien Deutschösterreichs Beschlüsse „für Mich und Mein Haus null und nichtig“. Allerdings hatte er zum Zeitpunkt seiner Abdikation bereits gewusst, dass der Staatsrat sich für eine Republik Deutschösterreich ausgesprochen hatte und eine entsprechende Entscheidung der Nationalversammlung bevorstand. In seiner Rücktrittserklärung war keine Rede davon gewesen, dass die Entscheidung über die künftige Regierungsform in einer Volksabstimmung getroffen werden müsse, im Gegenteil: Der Ex-Kaiser hatte zugesagt, er werde die Entscheidung anerkennen, die Deutschösterreich treffen werde.
Abschriften des Manifests ließ Karl an befreundete Staatsoberhäupter übermitteln. In Deutschösterreich wurde das Manifest jedoch nicht veröffentlicht, da die christlichsozialen Spitzenpolitiker Karl dringend davon abgeraten hatten.
In die Schweiz reiste er in Zivilkleidung ein.

#### Habsburgergesetz: Landesverweisung und Enteignung
Karls „Feldkircher Manifest“ war letztlich für Karl Renner Grund genug, mit dem Gesetz vom 3. April 1919, betreffend die Landesverweisung und die Übernahme des Vermögens des Hauses Habsburg-Lothringen (StGBl. Nr. 209/1919) Karl Habsburg-Lothringen, seiner Frau Zita und deren Nachkommen endgültig die Rückkehr in das österreichische Staatsgebiet zu untersagen, so sie sich nicht zur Republik Österreich bekennen. Mit dem Verfassungsgesetz wurden daher alle Herrscherrechte der Dynastie aufgehoben und, bis heute in Kraft, darin verankert:

„§ 2. Im Interesse der Sicherheit der Republik werden der ehemalige Träger der Krone und die sonstigen Mitglieder des Hauses Habsburg-Lothringen, diese, soweit sie nicht auf ihre Mitgliedschaft zu diesem Hause und auf alle aus ihr gefolgerten Herrschaftsansprüche ausdrücklich verzichtet und sich als getreue Staatsbürger der Republik bekannt haben, des Landes verwiesen. Die Festsetzung, ob diese Erklärung als ausreichend zu erkennen sei, steht der Bundesregierung im Einvernehmen mit dem Hauptausschuß des Nationalrates zu.“

In der Folge entschieden sich einige Mitglieder der Familie Habsburg-Lothringen für ausländische Wohnsitze, andere das republikanische Österreich anzuerkennen und sich vom Haus Habsburg-Lothringen loszusagen. Ohne Verzichtserklärung wurde 1982 der Witwe Karls und letzten Kaiserin, Zita Habsburg-Lothringen, von der Bundesregierung Kreisky IV letztlich doch wieder die Einreise erlaubt. Die Entscheidung wurde auf eine private Unterhaltung im Februar 1982 zwischen dem spanischen König Juan Carlos I. und dem sozialdemokratischen österreichischen Kanzler Bruno Kreisky in dessen Ferienvilla auf Mallorca zurückgeführt. So fanden die Verfassungsjuristen im Bundeskanzleramt als Schlupfloch, „daß die Gattin eines k.u.k. Monarchen keinerlei Nachfolgerecht besitzt und somit unmöglich jenem ‚Habsburger‘-Gesetz von 1919 unterliegen kann, das den erbberechtigten Mitgliedern des Kaiserhauses eine Loyalitätserklärung zugunsten der Republik abverlangt. Die Grenzbeamten erhielten Anweisung, Zita einreisen zu lassen, obgleich sie eine Loyalitätserklärung weiterhin verweigert.“
Die Nationalversammlung von Deutschösterreich beschloss neben der Landesverweisung auch die Beschlagnahme der habsburgischen Familienfonds, nicht aber des nachweislichen Privatvermögens einzelner Familienmitglieder. Am selben Tag wurde mit dem Adelsaufhebungsgesetz für alle österreichischen Staatsbürger der Adel aufgehoben.

#### Restaurationsversuch in Ungarn

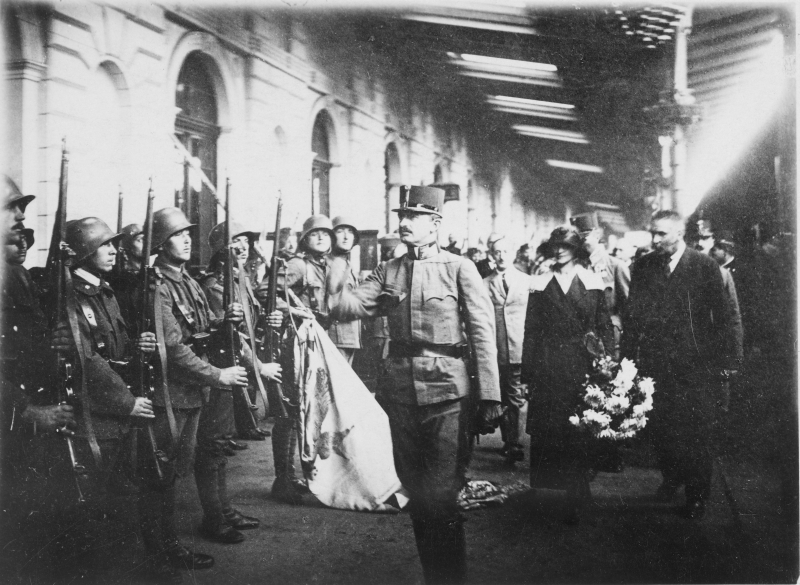
Zweiter Restaurationsversuch Kaiser Karls in Ungarn; Karl beim Abschreiten der Ehrenkompanie am Bahnhof in Ödenburg am 21. Oktober 1921. Rechts hinter ihm seine Ehefrau Zita

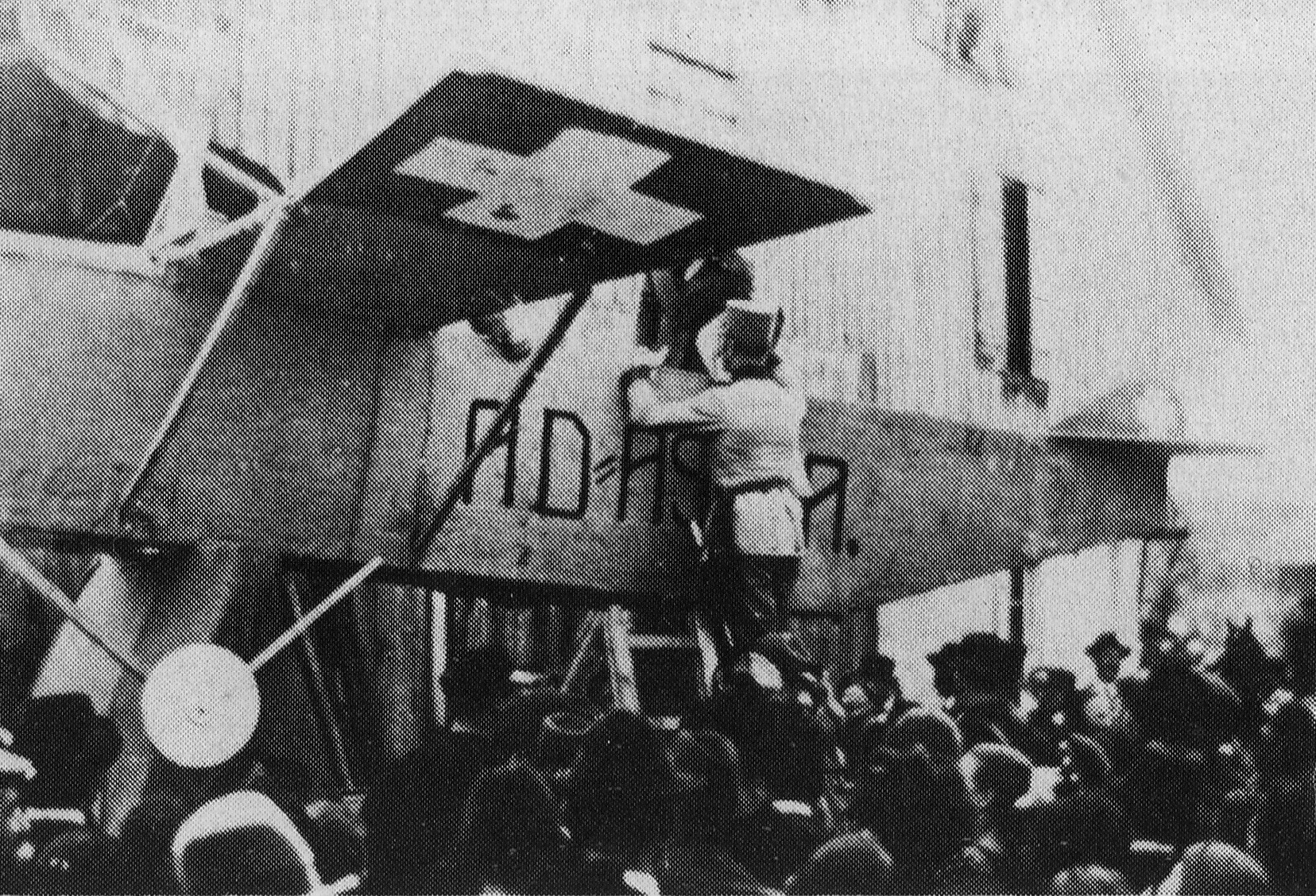
Karls Abflug aus der Schweiz nach Ungarn als Fasnachts-Sujet

Karl hielt eifrig Kontakt zu legitimistischen Kreisen, vor allem in Ungarn, wo schon 1919 nach kurzem Intermezzo einer Räterepublik die Monarchie wiederhergestellt und am 1. März 1920 der vermeintlich habsburgtreue Miklós Horthy zum Reichsverweser gewählt worden war. Zwar hatte Karl diesem versprochen, ihn über seine Pläne zu informieren und erst nach einer Beruhigung der politischen Lage zurückzukehren; dennoch vertraute er eher dem Urteil seiner Berater, insbesondere des Obersten Anton Lehár (Bruder des Komponisten Franz Lehár), die Zeit für eine Restauration der Habsburger sei reif.
Ohne Vorwarnung kehrte Karl zu Ostern 1921 inkognito per Automobil quer durch Österreich nach Budapest zurück und forderte ultimativ den Rücktritt des Reichsverwesers. Dabei pochte er nur auf Horthys Treueid, ohne dessen Einwände hinsichtlich innenpolitischer Schwierigkeiten und vor allem einer drohenden Intervention der Entente bzw. einer Kriegserklärung der Nachfolgestaaten Tschechoslowakei, Rumänien und Jugoslawien ernstzunehmen. Erst nach einem Aufenthalt von einer Woche in Szombathely (Steinamanger) in Westungarn konnte er von der Aussichtslosigkeit seiner Bemühungen überzeugt werden und reiste zurück in die Schweiz, wo er sich mit seiner Familie im sogenannten Schlosshotel Hertenstein in Weggis bei Luzern einquartierte.
Schon am 20. Oktober 1921 unternahm Karl, wiederum ohne den ihm mittlerweile ohnehin suspekt gewordenen Horthy zu informieren, einen zweiten Versuch und flog mit seiner Frau Zita mit einer Junkers F 13 nach Ödenburg. Dort hatten Legitimisten unterdessen damit begonnen, die Freischärler unter Ostenburg, die sich gegen die Abtretung des Burgenlandes an Österreich wandten (siehe dazu Landnahme des Burgenlandes und Volksabstimmung 1921 im Burgenland), und andere kleine Truppenkontingente zu einem Heer zusammenzufassen. Da das Telegramm mit der Meldung von Karls Ankunft allerdings einen Tag zu spät eintraf, verzögerte sich der Abmarsch entscheidend. Das langsame Tempo des Vorrückens gab dem zunächst schwankenden Horthy Zeit, auf die Drohungen der Ententemächte hin seinerseits Truppen zusammenzuziehen. In Budaörs, einem Vorort von Budapest, kamen am 23. Oktober 1921 bei einem Scharmützel 19 Soldaten ums Leben. Da damit klar geworden war, dass der Restaurationsversuch in einem Bürgerkrieg enden würde, gab Karl auf, allerdings gegen die Meinung seiner militärischen Ratgeber. Für den Anschluss des Burgenlandes an Österreich wirkte sich die Initiative Karls insofern positiv aus, dass nun der militärische Druck der Freischärler auf die österreichische Gendarmerie und das Bundesheer nachließ. Grund dafür war die Entmachtung und Ausschaltung der königstreuen Verbände unter den Freischärlern, welche Karl nach Budapest gefolgt und bei Budaörs gescheitert waren und nun nicht mehr zur Verfügung standen, die Interessen Ungarns im Burgenland militärisch zu vertreten.

#### Exil auf Madeira
Nach einer kurzen Internierung in der Abtei Tihany am Balaton wurde Karl am 1. November mit seiner Frau Zita an Bord des britischen Donauschiffes Glowworm bis zum Schwarzen Meer und dann auf dem britischen Kreuzer Cardiff (D58) über Gibraltar auf die portugiesische Insel Madeira gebracht. Dorthin hatte ihn die Entente nun verbannt, um ihm Auftritte in seinem ehemaligen Herrschaftsbereich unmöglich zu machen. Das Paar traf dort am 19. November 1921 ein. Karls und Zitas Kinder kamen erst am 2. Februar 1922 bei ihren Eltern an.
Im ungarischen Parlament wurde am 6. November 1921 das Dethronisationsgesetz angenommen, das die Habsburger endgültig für abgesetzt erklärte. Horthy versicherte dazu gegenüber der Entente, bei der möglichen Wahl eines künftigen Königsgeschlechts würden die Habsburger ausgeschlossen.
Karl wohnte mit seiner Familie zunächst im Hotel Victoria, einem Annex von Reid’s Palace bei Funchal, für das dann aber bald nicht genug Geld vorhanden war. Nach dem Diebstahl der als letzte Mittel verbliebenen persönlichen Juwelen übersiedelte sein Haushalt in die Quinta do Monte, ein Herrenhaus in Monte bei Funchal, das ihm von der Bankiersfamilie Rocha Machado kostenlos zur Verfügung gestellt wurde. Die klimatischen Bedingungen auf dem Berg waren, wie eine von Brook-Shepherd zitierte Kammerzofe nach Hause schrieb, sehr ungünstig: „Unten in der Stadt war es sehr hübsch. Hier oben haben wir nur drei warme Tage gehabt. […] Das Haus ist so feucht, dass alles nach Moder riecht. Der Nebel aber durchzieht alles.“

#### Tod
Am 9. März 1922 zog Karl sich eine Erkältung zu. Erst am 21. März 1922 wurde ein Arzt gerufen, der eine schwere Lungenentzündung feststellte. Diese wiederum führt man auf eine am 15. März 1922 eingetretene Infektion mit der Spanischen Grippe zurück. Aus der Grippe mit hohem Fieber entwickelte sich die schwere Lungenentzündung; die drei Ärzte aus Funchal, die sich dann auf dem Monte einmieteten, um dem Patienten auch nachts zur Verfügung zu stehen, vermochten die Krankheit nicht zu besiegen. Sie verabreichten Kampfer- und Terpentin-Injektionen, die an den Beinen Abszesse hervorriefen, setzten Schröpfköpfe an und legten auf den von den Injektionsnadeln zerstochenen Rücken des Patienten Senfblätter, die seine Haut verbrannten; im Übrigen gaben sie ihm Sauerstoff. Die Erkrankung führte am 27. März 1922 zum Eintritt der Bewusstlosigkeit.
Am 1. April 1922 mittags starb Karl im Alter von 34 Jahren in der Villa Quinta do Monte. Am Abend desselben Tages erfolgte die Einbalsamierung, anschließend die Exposition des Toten in Uniform. Eine Totenmaske wurde ebenfalls abgenommen.
Die Villa Quinta do Monte, Karls letzter Wohnsitz auf Madeira, wurde 2016 durch einen Waldbrand zerstört.

### Nach seinem Tod

#### Beisetzung und Trauerzeremonien
Die Beisetzung in der Seitenkapelle der Kirche Nossa Senhora do Monte in Monte fand am 4. April 1922 in Anwesenheit des Bischofs von Funchal statt. An der Zeremonie nahmen etwa 30.000 Personen teil.
In Prag und Budapest fanden am 4. April 1922 Trauergottesdienste für Karl statt: in Prag als stille Messe in St. Kajetan, in Budapest als ein vom Primas von Ungarn zelebriertes Requiem in der Matthiaskirche. Am 6. April 1922 wurde im Wiener Stephansdom ein Trauergottesdienst für Karl gefeiert, an dem u. a. Kardinal Piffl, Bundeskanzler Schober und Nationalratspräsident Weiskirchner teilnahmen. Zuschauer außerhalb des Domes stimmten nach Schluss des Gottesdienstes die Kaiserhymne an. Am 8. April hielten in der Deutschordenskirche die Ritter des Ordens vom Goldenen Vlies den Trauergottesdienst.

#### Herz und Sarkophag

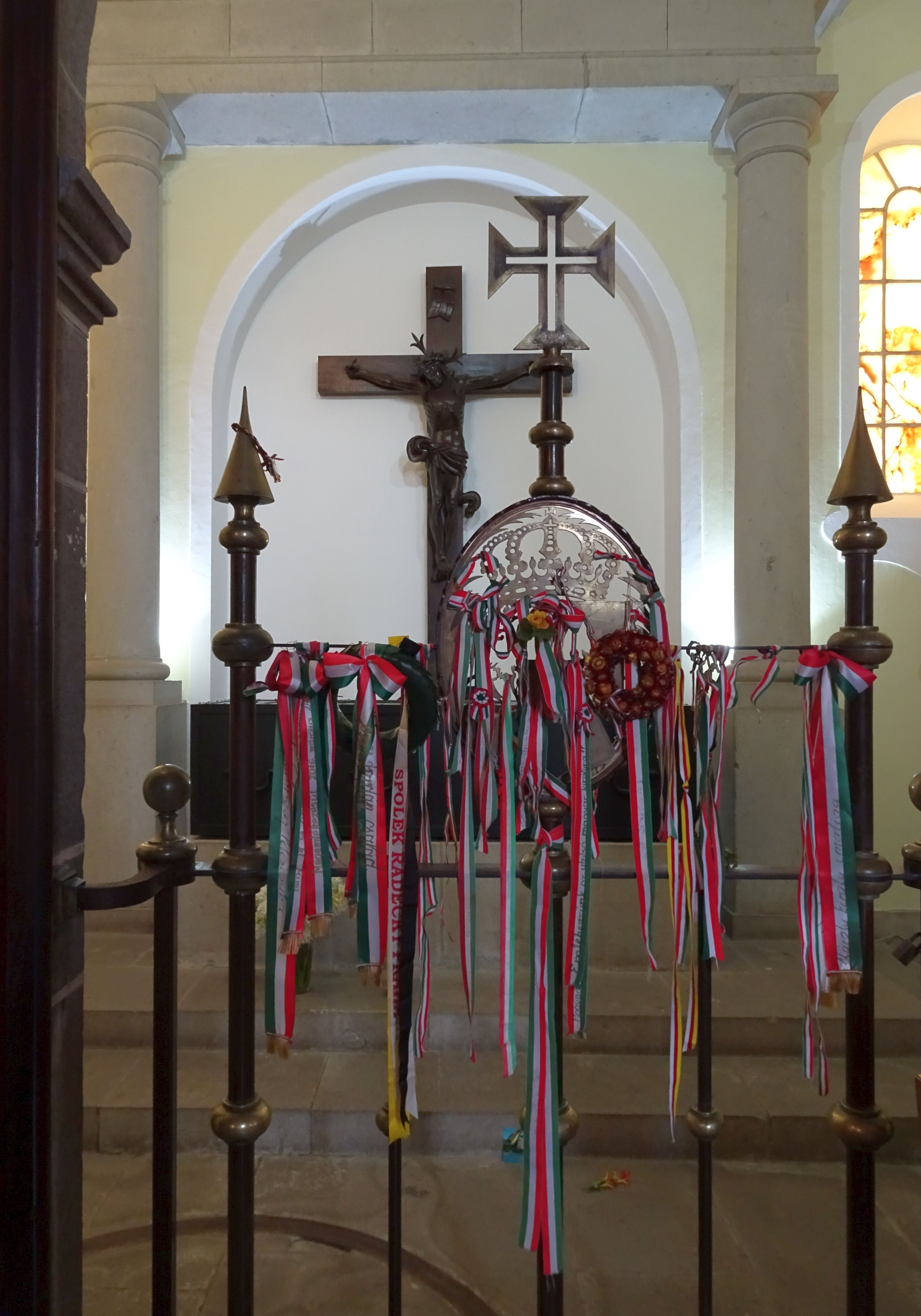
Grabstätte Kaiser Karls in der Kirche Nossa Senhora do Monte auf Madeira

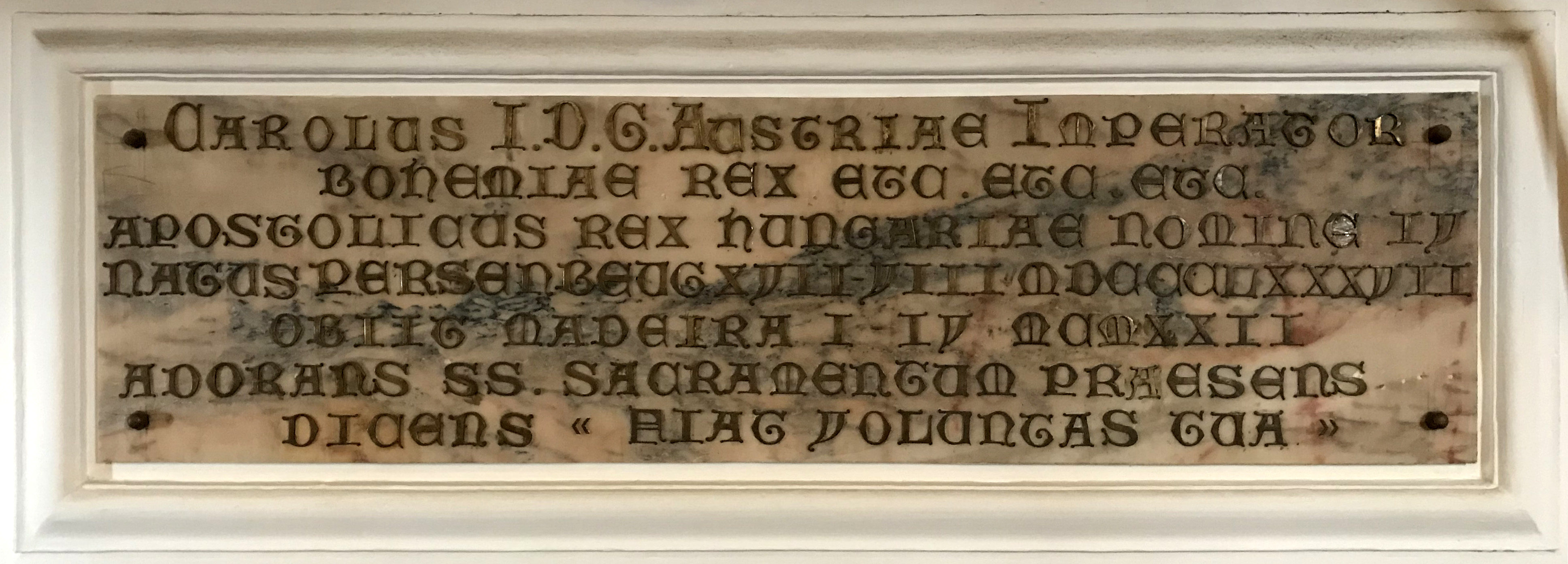
Gedenkplatte rechts vom Eingang zur Grabstätte Kaiser Karls in Funchal

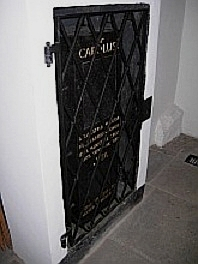
Stele hinter dem Altar der Loretokapelle im Kloster Muri mit den Herzurnen Karls (oben) und Zitas (unten)

Das im Rahmen der Einbalsamierung 1922 entnommene Herz Karls wird seit 1971 hinter dem Altar der Loretokapelle im Kloster Muri (Schweiz) aufbewahrt, wo sich auch die Familiengruft seiner Nachkommen befindet. Die silberne Herzurne Karls trägt das von Karl Wolfsgruber verfasste Chronogramm „CAROLI AVSTRIAE IMPERATORIS AC HVNGARIAE REGIS COR IN DEO QVJESCAT“.
Als im Jahr 1972 eine kirchenbehördliche Öffnung des Sargs („recognitio cadaveris“) Karls I. erfolgte, um einen für die Seligsprechung (siehe unten) erforderlichen Einblick in den Zustand der sterblichen Überreste zu bekommen, erwies sich der Körper, da er zur Beisetzung nur hastig einbalsamiert worden war und zudem durch ein zerbrochenes Sargfenster feuchte Luft eintreten konnte, zwar in einem guten Zustand, so „blieb [doch] der kaiserliche Leichnam das erhoffte Wunder der Unversehrtheit schuldig. ‚Das Gesicht war etwas entstellt‘, mußte ein Teilnehmer der Prozedur zugeben.“ Nach Abschluss der Untersuchungen wurde Karl I. in eine neue Uniform gekleidet und in einen neuen Sarg umgebettet.

#### Keine Überführung in die Kapuzinergruft
Nachdem Zita Habsburg-Lothringen seit 1982 wieder nach Österreich einreisen durfte, plante sie, den Leichnam Kaiser Karls aus der Kirche Nossa Senhora do Monte nach Wien zu überführen und ihn 1983 „bei seinen Ahnen in der Kapuzinergruft einziehen“ zu lassen. Der damalige Bundeskanzler Kreisky sprach „von einem ‚Akt der Pietät‘, es handle sich um ‚eine reine Familiensache‘“, womit auch für seine Partei, die SPÖ, alle Bedenken ausgeräumt waren. Dennoch blieb Karls Sarkophag weiterhin auf Madeira.
Nach der Beisetzung Zitas in der Wiener Kapuzinergruft 1989 war ihr Sarkophag zunächst auf einem Doppelpodest aufgestellt, auf dem auch Platz für den Sarkophag Karls I. vorgesehen war. Sein Sohn Otto von Habsburg nahm aber die Überführung nach Wien nicht vor, da Otto dies als Affront gegenüber der Bevölkerung von Madeira ansah, die seinem Vater in den letzten Lebensmonaten sehr geholfen hatte. Seit der Seligsprechung Karls I. hat seine Begräbnisstätte in Monte bei Funchal für die dortige Bevölkerung noch an Bedeutung gewonnen. Eine eventuelle Überführung des Seligen wäre nun eine Sache der Kirche. Im Zuge von Umbauten der Kapuzinergruft wurde das Doppelpodest 2008 entfernt und der Sarkophag Zitas auf ein Einzelpodest umgestellt.

## Seligsprechung und Verehrung

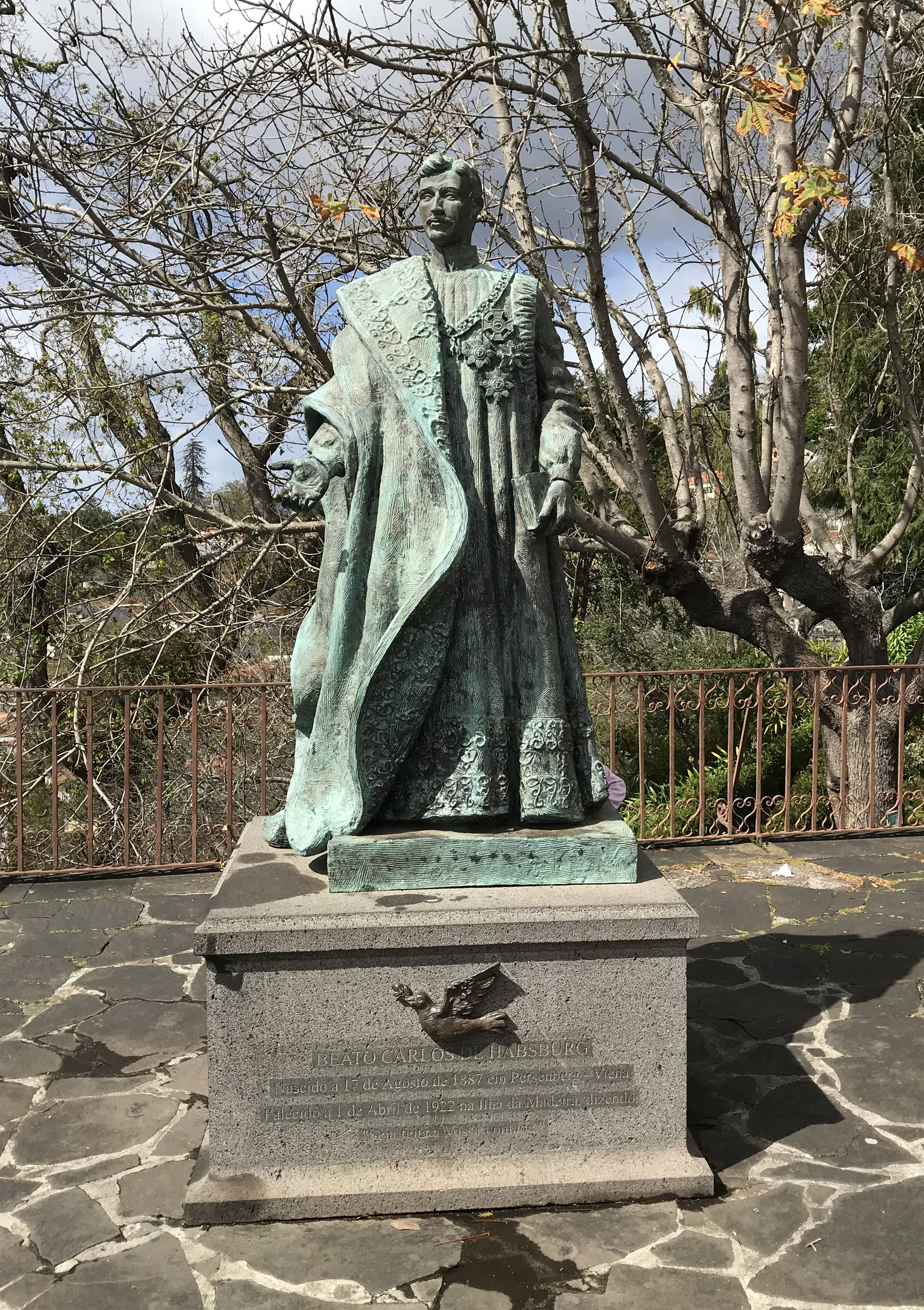
Denkmal vor der Kirche Nossa Senhora do Monte (Augusto Cid, Bronze, 2005)

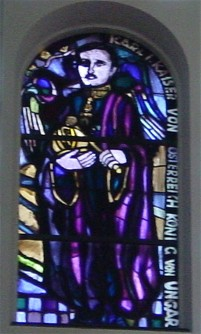
Kirchenfenster mit Darstellung Karls I. in der Pfarrkirche Liesing, gestaltet von Martin Häusle

Karls Witwe Zita, die weiterhin von ihrem Mann als „Der Kaiser“ sprach, hoffte seit seinem Tod auf die formelle Seligsprechung des (Zitat Zita) „Friedensherrschers, der für den Frieden gelebt hat und für den Frieden gestorben ist“ und konnte dies, seit sie 1982 wieder nach Österreich einreisen durfte, entsprechend vorantreiben. Eingeleitet wurde der Seligsprechungsprozess bereits zu Kaiser Karls erstem Todestag am 1. April 1923, gleichzeitig Ostersonntag, auf Initiative des christlichsozialen Abgeordneten und Präsidenten des Nationalrates und späterem österreichischem Bundespräsidenten Wilhelm Miklas. Mit Hilfe des damaligen Wiener Erzbischofs Kardinal Friedrich Gustav Piffl (1864–1932), der am 1. April 1913 von Kaiser Franz Joseph (Karls Großonkel) zum Erzbischof von Wien ernannt worden war, wurde das vorgeschriebene regionale Erstprüfungsverfahren „im Blitztempo über die Bühne“ gebracht, sodass der Fall bereits Mitte der 1920er Jahre bei der Kongregation für die Selig- und Heiligsprechungsprozesse im Vatikan zur Entscheidungsprüfung gelandet war. Ab 1925 wurden in der Erzdiözese Wien für die Seligsprechung erforderliche Beweise, Aussagen und Zeugenbefragungen gesammelt und eine Biografie der Habsburger abgefasst. Darüber hinaus wurden auch in den Diözesen von Freiburg (Fribourg), Funchal, Le Mans, Luxemburg und New York historische Studien durchgeführt.
Um die Seligsprechung voranzutreiben, gründete sich die Kaiser-Karl-Gebetsliga für den Völkerfrieden, die sich aus einem Betkreis heraus entwickelt hatte, der bereits seit 1895 bestand. Damals, der spätere Kaiser Karl war gerade acht Jahre alt, wurde ihm von der „stigmatisierte[n] Mutter Vizentia aus dem Ursulinenkloster in Sopron die Kaiserwürde“ prophezeit sowie „zugleich ‚außerordentliche Leiden‘. Die Nonne empfahl daher, für den damaligen Erzherzog zu beten.“ Im Jahr 1953 wurde von der Gebetsliga ihr erstes Jahrbuch veröffentlicht. Darin waren unter anderem Schilderungen von Menschen enthalten, die glaubten, dass ihnen, nachdem sie die Fürsprache Karls erbeten hatten, Gnade zuteilwurde. Im Weiteren führen seither die Mitglieder der Gebetsliga jährlich ihre Kaiser-Karl-Wallfahrt durch.
Weiterer Zweck der Kaiser-Karl-Gebetsliga war es, die für das Seligsprechungsverfahren, das formaljuristisch eine „Klage zur Feststellung des gottseligen Lebenswandels eines bestimmten Menschen“ ist, mit Beweislast beim Kläger, notwendigen Beweise und einschlägigen Zeugenaussagen zu sammeln. Jedes Indiz, das für die hohe Wunderkraft und den Ruf zur Heiligkeit des selig zu sprechenden Menschen im Prozess sprechen könnte, kann die Erfolgschancen erhöhen und kommt daher ins Dossier. So wurde 1982 ein Ligamitglied durch das deutsche Nachrichtenmagazin Der Spiegel wie folgt zitiert: „Der Kaiser ist ein Nothelfer sondergleichen, ein wirklicher Spezialist für ausweglose Situationen.“ So hätten sich auch in jüngster Zeit davor die „Wundermeldungen und Gebetserhörungen“ gehäuft.
Unter dem Vorsitz der Kaiser-Karl-Gebetsliga von Kurt Krenn, der ab 1987 Weihbischof in der Erzdiözese Wien und seit 1991, bis er von diesem Amt 2004 zurücktreten musste, Bischof der Diözese St. Pölten war und der die Causa wesentlich gefördert hatte, konnte der Prozess am 20. Dezember 2003 zu seinem erwünschten Abschluss gebracht werden: Die Heiligsprechungskongregation veröffentlichte in Anwesenheit von Papst Johannes Paul II. ein Dekret, das eine auf Anrufung des Verstorbenen geschehene wunderbare Heilung – die notwendige Voraussetzung für die Seligsprechung – anerkennt. So habe Maria Zita Gradowska, eine in Brasilien wirkende Nonne aus Polen, jahrzehntelang an einem sehr schmerzhaften Venenleiden, das als unheilbar galt, gelitten, habe offene Geschwüre gehabt und sei bettlägerig gewesen. 1960 soll sie Kaiser Karl um Fürsprache angerufen haben. Am nächsten Tag sei sie schmerzfrei und ihre Geschwüre verheilt gewesen.
Die Umstände der Seligsprechung am 3. Oktober 2004, die umstrittene Persönlichkeit des Fürsprechers Kurt Krenn sowie die Anwesenheit hoher politischer Würdenträger der Republik Österreich bei der Zeremonie – die offizielle Delegation wurde von Nationalratspräsident Andreas Khol angeführt – sorgten in Österreich für Diskussionen.
Als kirchlicher Gedenktag für den seligen Karl wurde nicht sein Todestag, sondern – in Erinnerung an seine Heirat mit Zita von Bourbon-Parma – der Hochzeitstag des Paares festgelegt, der 21. Oktober. Im November 2009 wurde auch für die ehemalige Kaiserin Zita ein Seligsprechungsverfahren eingeleitet. In der Wiener Augustinerkirche, der ehemaligen k.u.k. Hofkirche, wo dem seligen Karl ein Altar errichtet wurde, genießt er hohe Verehrung. Schon im ersten Jahrzehnt nach der Seligsprechung etablierten sich allein in Österreich mehr als zwei Dutzend Stätten der Karls-Verehrung. Die Kaiser-Karl-Gebetsliga für den Völkerfrieden hat weltweit Zweigvereine und Orte, die teils über Reliquien Karls verfügen und sich in Kirchen und Kapellen einsetzen lassen, eingerichtet.

## Vorfahren
| Ahnentafel Karl I. | Ahnentafel Karl I.                                                                             | Ahnentafel Karl I.                                                                                            | Ahnentafel Karl I.                                                                             | Ahnentafel Karl I.                                                                                   | Ahnentafel Karl I.                                                                        | Ahnentafel Karl I.                                                                                            | Ahnentafel Karl I.                                                                                            | Ahnentafel Karl I.                                                                           |
| ------------------ | ---------------------------------------------------------------------------------------------- | --- | ---------------------------------------------------------------------------------------------- | --- | ----------------------------------------------------------------------------------------- | --- | --- | -------------------------------------------------------------------------------------------- |
| Ururgroßeltern     | Kaiser Franz II. (1768–1835) ⚭ 1790 Maria Theresia von Neapel-Sizilien (1772–1807)             | König Maximilian I. Joseph von Bayern (1756–1825) ⚭ 1797 Karoline Friederike Wilhelmine von Baden (1776–1841) | König Franz I. von Sizilien (1777–1830) ⚭ 1802 Maria Isabel von Spanien (1789–1848)            | Karl von Österreich-Teschen (1771–1847) ⚭ 1815 Henriette Alexandrine von Nassau-Weilburg (1797–1829) | Maximilian von Sachsen (1759–1838) ⚭ 1792 Caroline von Bourbon-Parma (1770–1804)          | König Maximilian I. Joseph von Bayern (1756–1825) ⚭ 1797 Karoline Friederike Wilhelmine von Baden (1776–1841) | Ferdinand von Sachsen-Coburg-Saalfeld-Koháry (1785–1851) ⚭ 1815 Maria Antonie Gabriele von Koháry (1797–1862) | Kaiser Peter I. von Brasilien (1798–1834) ⚭ 1817 Maria Leopoldine von Österreich (1797–1826) |
| Urgroßeltern       | Franz Karl von Österreich (1802–1878) ⚭ 1824 Sophie Friederike von Bayern (1805–1872)          | Franz Karl von Österreich (1802–1878) ⚭ 1824 Sophie Friederike von Bayern (1805–1872)                         | König Ferdinand II. (1810–1859) ⚭ 1837 Maria Theresia von Österreich (1816–1867)               | König Ferdinand II. (1810–1859) ⚭ 1837 Maria Theresia von Österreich (1816–1867)                     | König Johann von Sachsen (1801–1873) ⚭ 1822 Amalie Auguste von Bayern (1801–1877)         | König Johann von Sachsen (1801–1873) ⚭ 1822 Amalie Auguste von Bayern (1801–1877)                             | König Ferdinand II. von Portugal (1816–1885) ⚭ 1836 Maria II. von Portugal (1819–1853)                        | König Ferdinand II. von Portugal (1816–1885) ⚭ 1836 Maria II. von Portugal (1819–1853)       |
| Großeltern         | Karl Ludwig von Österreich (1833–1896) ⚭ 1862 Maria Annunziata von Neapel-Sizilien (1843–1871) | Karl Ludwig von Österreich (1833–1896) ⚭ 1862 Maria Annunziata von Neapel-Sizilien (1843–1871)                | Karl Ludwig von Österreich (1833–1896) ⚭ 1862 Maria Annunziata von Neapel-Sizilien (1843–1871) | Karl Ludwig von Österreich (1833–1896) ⚭ 1862 Maria Annunziata von Neapel-Sizilien (1843–1871)       | König Georg von Sachsen (1832–1904) ⚭ 1859 Maria Anna von Portugal (1843–1884)            | König Georg von Sachsen (1832–1904) ⚭ 1859 Maria Anna von Portugal (1843–1884)                                | König Georg von Sachsen (1832–1904) ⚭ 1859 Maria Anna von Portugal (1843–1884)                                | König Georg von Sachsen (1832–1904) ⚭ 1859 Maria Anna von Portugal (1843–1884)               |
| Eltern             | Otto Franz Joseph von Österreich (1865–1906) ⚭ 1886 Maria Josepha von Sachsen (1867–1944)      | Otto Franz Joseph von Österreich (1865–1906) ⚭ 1886 Maria Josepha von Sachsen (1867–1944)                     | Otto Franz Joseph von Österreich (1865–1906) ⚭ 1886 Maria Josepha von Sachsen (1867–1944)      | Otto Franz Joseph von Österreich (1865–1906) ⚭ 1886 Maria Josepha von Sachsen (1867–1944)            | Otto Franz Joseph von Österreich (1865–1906) ⚭ 1886 Maria Josepha von Sachsen (1867–1944) | Otto Franz Joseph von Österreich (1865–1906) ⚭ 1886 Maria Josepha von Sachsen (1867–1944)                     | Otto Franz Joseph von Österreich (1865–1906) ⚭ 1886 Maria Josepha von Sachsen (1867–1944)                     | Otto Franz Joseph von Österreich (1865–1906) ⚭ 1886 Maria Josepha von Sachsen (1867–1944)    |
| Karl I.            |                                                                                                | |                                                                                                | |                                                                                           | | |                                                                                              |